# 黑執事角色列表
以下為樞簗筆下漫画作品《黑執事》及其延伸作品的角色列表，當中包括電視動畫第一季、第二季、馬戲團篇、廣播劇、舞台劇、音樂劇、遊戲以及電影的登場人物説明。
配音員順序：電視動畫／廣播劇

## 主要人物
賽巴斯欽・米卡艾利斯
正身是惡魔，原形為烏鴉，人類的攻擊對他無效。與謝爾訂下了契約後，左邊手背有著一個魔法陣（契約證明），並用白手套套著，是謝爾的執事。
「賽巴斯欽」是目前主人謝爾所取的名字（由來是以前凡多姆海伍家所飼養的寵物犬）；死神格雷爾曾稱他「賽巴斯小子，音同」。名字的由來可能與法蘭德斯（在現今的比利時、法國一帶）的宗教家Sebastian Michaelis有關。
品格、修養、知識、樣貌都是完美，不過是一個腹黑的男人，有時表面沒有出面大罵、但心裡卻給予對方毒舌的評論。經常幫園丁、女僕及廚師收拾善後。喜歡貓科動物（尤其是黑貓），喜歡按貓手掌上的肉球（謝爾的臉頰也算在內）。討厭狗，因為他認為狗只是一種搖搖尾巴，常討好人類，甘願為奴於人類的生物。絕招是「三球冰淇淋」，出沒地帶為三個傭人的頭上，而武器則是宅內的餐具刀和叉。
漫畫44話中公開了賽巴斯欽房間的樣貌，身為大宅內的高級傭人（執事），房間面積會比菲尼安他們大。賽巴斯欽的房內不會找到他的私人物品（只有制服），唯一像是私人物品的只有一支逗貓棒。謝爾把房間交給他之後，也只進去過兩次，所以輕易瞞著謝爾在房間的衣櫃內偷偷養了為數不少的貓。
謝爾房間的鑰匙是由賽巴斯欽保管，只有他才知道藏在哪裡。（在肚裡）
「身為凡多姆海伍家的執事，怎能連這點小事也辦不到？」、「我只是一名執事罷了。」、「Yes, My Lord（遵命，我的主人）」是他的口頭禪。
工作能力十分優秀，能獨自完成超過數十人方能完成的工作。
名言「（我只是一名執事罷了）」中，其實隱含著「（我是一名惡魔執事）」的意思（音同）。: 與謝爾簽訂的契約為《不對契約者説謊》，《對契約者的命令絕對服從》以及《在契約者完成復仇爲止 不能背叛 守護到底》。
動畫原創劇情
於動畫第二季開頭，賽巴斯欽身穿大衣、手持內放了謝爾身軀的大行李箱,以旅行者的身分在特蘭西家門前出現，並要求特蘭西家的主人亞洛斯·特蘭西讓他留宿。後來在倉庫內被特蘭西家的執事克勞德·浮士德發現，從亞洛斯手中搶了一盒茶葉後逃跑。逃脫後把謝爾的身軀拿出並從茶葉盒中拿出了謝爾生前戴著的戒指，戴在謝爾的手指上後其復活。
於呑食謝爾靈魂時被克勞德奪走靈魂，但由於被奪走的靈魂尚未完整，所以要阻止克勞德奪走肉體。於第二季與克勞德進行交易，以雙方的血液沾滿白玫瑰，並以「請讓我把你們作為少爺的復仇對像」起誓。及後因謝爾被克勞德強行篡改的記憶，而被謝爾趕走。後來在第11話，被恢復記憶的謝爾命令，要將謝爾的靈魂吃的一點不剩，而直到靈魂被食用完畢前，賽巴斯欽都是謝爾的執事。第二季第12話，由於漢娜和亞洛斯的契約，最後使謝爾以惡魔身分甦醒，並且因為曾在花園迷宮裡被謝爾下「你永遠要做我的執事」的命令，不但無法得到謝爾的靈魂（因為惡魔無法吃惡魔），還要繼續服侍他。謝爾最後獲得了解脫，而相對於賽巴斯欽則是束縛。在謝爾決定離開人類社會後，把執事徵章和管理宅第的職務交還給田中，告別眾人，和謝爾去尋找人類和惡魔能共存的地方。
謝爾・凡多姆海伍
凡多姆海伍伯爵家主人。為女王背負了骯髒的工作——負責找出和處理違反英國黑暗社會規則的人。名字的英文拼法是Ciel，法文「天藍色、藍天」之意，與眼睛顏色相呼應；姓氏的是「Phantom」的日文寫法，英文「鬼魅」之意。而則是「hive」的日文拼音，原意為蜂巢、群居，更深入就是“一群人”的意思；因此可解釋為「黑暗中的一群人」或「一群鬼魅般的人」，暗示凡多姆海伍家族與黑社會的關係。血型和雙胞胎哥哥一樣是最稀有的「天狼星」(AB型)。
12歲就是製造糖果和玩具的大規模公司「凡多姆公司」的社長，是個少年天才企業家。由凡多姆公司所出產的兔寶寶「彼得兔」，藍本可能是英國插畫家碧雅翠絲·波特的筆下作品：彼得兔（Peter Rabbit）。喜歡白玫瑰。
性格任性傲嬌、冷靜沉寂。在獨自一人的時候，才會展露出孩童的性情。非常重視下午茶時間，從他偷吃賽巴斯欽為了來客所做的「暴坊伯爵」巧克力雕像的頭可以窺見謝爾身為小孩愛吃甜食的一面。（漫畫獨有）小時候害怕打雷，會爬到父母的床上。睡顏可愛。是一個遊戲天才，不論什麼遊戲也精通，如連勝安祖蓮娜48次西洋棋。
以「親自復仇後將靈魂交給他」為條件與賽巴斯欽訂下契約，要求要讓羞辱他、將他推向地獄般痛苦的人得到應有的代價，在目的達成前，賽巴斯欽要保護謝爾的人身安全，因此賽巴斯欽就以一名執事的身分跟隨他。
帶著眼罩的右眼有個與賽巴斯欽相同的魔法陣（契約證明）。這個「契約書」有著可以命令賽巴斯欽替謝爾做任何事的能力，並且要絕對服從，但契約書也是惡魔用來追蹤訂下契約者（獵物）的標記，同時意味著訂下契約者絕對無法從惡魔身邊逃離。
年幼時患有（但三年未有復發，接近痊癒，因此賽巴斯欽都未能知曉，直至「挪亞方舟馬戲團篇」中的復發），還對貓隻過敏，而體弱多病正是與正牌謝爾相異之處。另外因黑彌撒的經歷，患上創傷後壓力症(PTSD)，十分抗拒別人隨便碰觸，加上背後留下的烙印，以致他一直拒絕由賽巴斯欽以外的人幫他洗澡和更衣。在「挪亞方舟馬戲團篇」和「綠之魔女篇」兩度復發，特別在後面事件中一度陷於內心的痛苦和對親人和馬戲團一軍死亡的愧疚而無法釋懷，停留在10歲被囚禁時的心境裏，甚至只敢讓未成年人的菲尼安、沙利凡與自己接觸，直至被賽巴斯欽以「不復仇就立刻毀約吞噬靈魂」威脅，逼他面對內心困境而恢復自我意識。
第129話真正的謝爾(哥哥)突然出現在凡多姆海伍大宅，並質問從故事一開始就假扮自己的雙胞胎弟弟(即主角)。真正的謝爾在當初的黑彌撒儀式上，被邪教徒當作召喚惡魔的祭品殺死。存活下來的弟弟被惡魔賽巴斯欽認定為犧牲哥哥靈魂的召喚者，與惡魔締約並消滅一切後偽裝成謝爾並繼承凡多姆海伍伯爵至今。而正牌謝爾(哥哥)則在葬儀社努力之下逐漸復活。目前主角的本名仍未揭曉。
動畫原創劇情
曾在復仇後死亡，但賽巴斯欽以旅行者的身分來到特蘭西家留宿，並從該家倉庫偷來茶葉盒找到謝爾生前戴著的戒指，令謝爾復活過來。由於賽巴斯欽呑食其靈魂時被克勞德奪走靈魂，所以復活後失去了一段記憶，忘記了很多人，幸好被奪走的靈魂尚未完整，所以要阻止克勞德奪走肉體。
之後被克勞德強行篡改記憶，並與亞洛斯的記憶重疊，認為自己是亞洛斯。第二季11集在亞洛斯體內想起自己的生前（看到有亞洛斯的弟弟的記憶後，發覺自己並不認識亞洛斯的弟弟）並命令賽巴斯欽要將自己的靈魂吃的一點不剩。在第二季12集（結局）中，響應了第11集漢娜的契約：當其中一方執事死亡，謝爾將會變成惡魔甦醒，而在花園時，謝爾向賽巴斯欽說：你要把我的靈魂吃掉，這是命令。於是當謝爾變成惡魔後(雙眼變成紅色，平時可恢復為原本的藍色眼睛，右眼保留契約，指甲及腳甲變成黑色)，賽巴斯欽因為無法吃掉惡魔的靈魂，就變成了惡魔的執事，同時也要一生一世服侍謝爾（惡魔是不老不死的）。謝爾最後獲得了解脫，相對於賽巴斯欽則是束縛。但謝爾也理解作為不老不死的惡魔不適合在人類社會生存，因而御下伯爵身份和家傳戒指，把宅第交給田中和僕人打理，告別眾人，並在告別禮物裏留下宣告自己(人類身份)死亡日期的訊息，和賽巴斯欽去尋找人類和惡魔能共存的地方。

## 凡多姆海伍家
田中（Mr.Tanaka，配音：日本：藤村俊二／麥人；香港：陳曙光→黃子敬）
凡多姆海伍家的老總管。年輕時，是前任凡多姆海伍伯爵－文生·凡多姆海伍的得力助手。謝爾小時候會稱呼他「田中爺爺」，在謝爾記憶中是個嚴厲的執事長，不准他在睡前喝蜂蜜牛奶，以防蛀牙和哮喘病發。
塞巴斯蒂安成为繼任管家后身体变小，常常无所事事的喝茶。但必要时会重新代理管家職務。
近年多以優哉柔哉的狀態品茶，在宅邸內充當一位無所事事的老爺爺。常把某種神秘調味料看成是糖加進飲料裡。（由偽裝的葛里爾所泡的花茶便可猜測神秘調味料極有可能是味之素，即味精）在需要特別解說的時候，會變身成正常版田中先生，但年紀大體力不佳，因此只能維持三分鐘。
擅長日本柔術，曾對企圖傷害謝爾的維德里施展（詳見漫畫43回）。同時對日本劍道亦略懂一二，並在漫畫100-102回中展示出當中的居合斬，能斬子彈。由此可見田中年輕時常常處理想傷害主人的不利之徒。
似乎比伊莉莎白更早就識破10歲劫難歸來後的謝爾其實是雙胞胎中的弟弟，一開始並沒有分辨出來，但隨著日常相處，可能從兄弟的喜好不同，以及在綠魔女篇主角的PTSD病發時所提及的夢話，意識到真正的謝爾(哥哥)早已遇難身亡，但出於對主人的尊重，沒有揭穿他的謊言。直至真正的謝爾(哥哥)回來，才告知眾人有關雙胞胎的存在，之後繼續留在宅第輔助剛上任的哥哥管理領地和宅留等工作。
在《Ciel in wonderland》（謝爾夢遊仙境）飾演刺蝟先生。
菲尼安（Finnian，配音：日本：梶裕貴／高城元氣；香港：張裕東；台灣：江志倫（劇場版））
通稱「菲尼」，凡多姆海伍家的園丁。男性。個性爽朗但迷糊非凡的年輕人，為最典型的笨蛋。有將一整個花園瞬間變成荒地的能力。力氣巨大無比，常把樹折斷（有時是謝爾的柺杖）。喜歡安琪拉（動畫原創人物）。
受聘於凡多姆海伍家的條件是「保護宅邸」。身體強壯到重物擊中頭部都不會暈倒或死亡。在成為園丁之前是作為研究「怪力」的注射用實驗品，代號為S-012，照目前已知線索（知曉德語，被清掃的研究所研究員也是說德語，上次法語為粗體字這次的德語則為圓角方框）應為日耳曼裔或是以研究為目的自國外收入德國的失蹤人口亦或是拐賣人口。在研究所被毀滅時逃跑出去遇上出任務的謝爾和賽巴欺欽，因沒有在進入研究所之前的記憶而擁有如同嬰兒般的思維，被謝爾視為可信任的人而親自召募他，是在賽巴欺欽成為執事後，第一個加入宅第的僕人。把謝爾和凡多姆海伍家僕人們視為家人。
謝爾送給他的草帽是為了讓他遮蓋脖子後的編號，因此十分珍惜，對打掉其帽子的敵人會變得十分憤怒。
名字由謝爾從童话故事中拥有相同特征的金发少年之名“菲尼安”取的，並把故事書送給他作為學習英語之用。
在《Ciel in wonderland》（謝爾夢遊仙境）飾演海盜三人組其中之一。
巴爾德（Baldroy，配音：日本：東地宏樹／小山力也；香港：黃榮璋→劉奕希）
男性，血型是「老人星」(B型)。身高180公分，嘴裡經常叼著一根菸。阿格尼稱他Chef（主廚）。常從母國（美國）帶回一些軍事武器。雖然職稱是廚師，但是面對食材卻是以使用火焰噴射器之類的武器來料理為愛好，且認為那是種藝術，但做出來的東西有八成是焦炭，而其餘二成是有害物質... ...。原因是過去在從軍時期，被上司下令把目標徹底化作焦炭的習慣所致，認為食物尚能吃就可以(在缺糧時甚至差點吃過屍體)，完全不理會食物味道和外觀。成為廚師前居住於美國並以務農維生，與妻子育有和自己同名的兒子，但家人都在原住民襲擊中喪生，同時也失去家園，因此加入軍隊復仇，有「不死佣兵」之稱。自己其實理解原住民襲擊移民的原因，故此後來深陷無意義的戰爭而苦惱，直至在瀕死邊緣遇上特別遠洋召募自己的賽巴斯欽，才改變生活方式。
受聘於凡多姆海伍的條件是「保護宅邸」。在成為廚師之前是軍隊的中士（根據巴爾德回憶裡所穿著的裝束），非常會運用戰術，同時也是爆破專家（精通誘敵技巧，也知曉製作化學爆裂物的方法），射擊能力也很強（雖然比不上美鈴），在宅邸遇襲時也是指揮美玲與菲尼反擊的司令。是3人中唯一會害怕死亡的人，因此知曉戰鬥進退，而被賽巴斯欽選為指揮官。是在賽巴欺欽成為執事後，第三個加入宅第的僕人。喜歡凡多姆海伍領地純樸的農民生活，猶如過去家園。在心中把謝爾、菲尼安和美鈴視如自己的孩子般看待，覺得喪失雙親的謝爾表現太過早熟，偶爾有些孩子氣的行為才是正常。
在《Ciel in wonderland》（謝爾夢遊仙境）飾演海盜三人組其中之一。
美玲（Mey-Rin，配音：日本：加藤英美里／折笠富美子；台灣：林美秀（劇場版）；香港：何璐怡→何寶珊→何璐怡）
凡多姆海伍家的女僕。個性迷糊，且笨手笨腳，講話也是溫溫吐吐。對賽巴斯欽有好感。經常弄破碗盤、茶具，破壞力不亞於菲尼安。被賽巴斯欽吐槽「她的問題根本就不在於視力好不好，而是自己的腦袋」。
有超級嚴重的遠視，由於眼鏡度數不合，帶著眼鏡視力極差；拿下眼鏡以裸視射擊神準。眼鏡是美鈴剛到法多姆凱貝家工作時，謝爾送她的。馬戲團事件後，重新配了一副可以看清楚的眼鏡。除了眼鏡之外，謝爾還送女僕服裝和鞋子給她，都是她十分珍惜的物品。
華裔。在成為女僕前是清國上海青幫訓練出來的狙擊手梟，原本是在貧民窟長大的孤兒，因偷竊而被青幫抓住，身邊同夥被殺後，被逼替青幫工作，且因視力問題而經常被欺負。被青幫下令暗殺凡多姆海伍伯爵時暗殺失敗，被賽巴斯欽給逮獲後，因欣賞她的狙擊能力而邀請她成為凡多姆海伍家的女僕，是在賽巴欺欽成為執事後，第二個加入宅第的僕人。因謝爾不會欺負她且給予常人待遇，甚至會正視她視力問題而送她眼鏡，對此十分感動而把謝爾和凡多姆海伍家僕人們視為家人。拿槍之後性格會變得極為冷酷，不喜歡用狙擊鏡，眼鏡也會拿掉。步槍像是用手槍一樣使用，也擅长使用双枪。漫畫第34話殺死馬戲團成員，在動畫第一季21話中開頭有所描述。
在《Ciel in wonderland》（謝爾夢遊仙境）飾演海盜三人組其中之一。
SNAKE（Snake，配音：日本：寺島拓篤；香港：鍾見麟；台灣：宋昱璁（劇場版））
據說是人和蛇的混種，皮膚似乎有些許鱗片，外表看來十分冷靜，在從前幾乎看不出有任何變化，其實對人對事都很怕生，頭上呆毛可反映心情。喜歡溫暖的地方。養了上百隻毒蛇，每隻都有名字（還有個性），且能翻譯牠們的話，很愛惜牠們。口頭禪是「是（毒蛇的名字）說的」。曾在孤兒院生活，後被賣藝人抓住及關進籠子裏，和蛇一起表演，經常被逼生吃老鼠。
曾是馬戲團一軍的弄蛇人，是一軍中唯一沒參與侵入凡多姆海伍宅邸計畫的人。（因為他和凱爾文男爵無關，為一軍從賣藝人手中救回來及招募入馬戲團一軍）在一軍「失蹤」後，認為和曾入侵一軍住處的謝爾有關，於是利用蛇透過氣味查出謝爾在倫敦的別墅。侵入凡多姆海伍宅邸計畫失敗後，為了復仇再次潛入凡多姆海伍宅第，結果被賽巴斯欽抓住，後來受謝爾之邀(欺騙他一軍成員們在其調查兒童誘拐案時逃跑及失蹤，邀請他和自己一起尋找他們的下落)，成為凡多姆海伍家的隨從。戰鬥時操縱毒蛇捆縛或利用毒牙的毒液殺死對方。
漫畫206話得知一軍死亡的真相後，為保護無辜的孤兒被經過改造成活死人的DOLL砍傷脖子後因出血過多而死，靈魂則被死神回收。根據跑馬燈可以得知是女演員莎拉·坎貝爾的兒子，出生於1871年3月15日，卒於1889年12月9日。
文森・凡多姆海伍（Vincent Phantomhive，配音：日本：興津和幸；香港：張錦江）
生於 1851年6月13日－卒於 1885年12月14日（34歲）為前任凡多姆海伍伯爵。瑞吉兒·凡多姆海伍的丈夫，謝爾的已故父親。曾是安潔莉娜（紅夫人）的暗戀對象。
漫畫版75話中得知，他曾是威士頓學院紺碧梟館的監督生，也是「青之奇跡」的締造者。據田中所言，他其實和小兒子一樣，使用過在比賽前於對手食物中下過瀉藥等陰險手段。15歲從已故母親克勞迪婭手中繼承爵位。
表面上很温柔，是个宠爱孩子們、妻子的好父亲、好丈夫，但其实和夏尔一样身为“女王的番犬”，管理英国的黑社会。
動畫版中于1885年12月14日夏尔10岁生日当天於凡多姆海伍邸與妻子一同遭謀殺，其後被天使安琪拉放火燒屋，並把其屍與瑞吉兒的縫合在一起，死狀悽慘。
瑞吉兒・凡多姆海伍（Rachel Phantomhive，配音：日本：植竹香菜；香港：朱妙蘭）
謝爾已故的母親，安潔莉娜（紅夫人）的姊姊。頭髮顏色為亞麻色，遺傳自母親。從不擺架子的溫柔美女，這也是安潔莉娜喜歡姊姊的原因。生前患有氣喘病，也遺傳給小兒子。
動畫版中於凡多姆海伍宅邸與丈夫一同遭謀殺，其後天使安琪拉放火燒屋，並把其屍與文生的縫合在一起，死狀悽慘。
謝爾·凡多姆海伍（Ciel Phantomhive，配音：日本：澤城美雪）
和謝爾(弟弟，即主角)一样的容颜的雙胞胎哥哥，凡多姆海伍伯爵家真正的繼承人。
漫画129话初登场。一開始雖聲稱不想責怪假扮自己的弟弟，但背後卻報警並誣賴他，以此為開端，兄弟之間展開對奕。目前雖未和女王見面，但已實際上奪回伯爵之位和家族產業，包括拿走弟弟開設的玩具和糖果產業。
性格以及仪态上都更像父親。在漫画中小时候的哥哥与弟弟的关系十分亲密，一度對弟弟想長大後離家去倫敦當玩具商人的夢想不滿，想弟弟一直留在自己身邊的佔有慾特別強。在父母親被殺害的當晚，拿回凡多姆海伍的證明之戒，并在雙胞胎被抓后的某日，在弟弟面前吞下戒指。先前在黑弥撒教会祭台上被教徒用刀捅死，靈魂作為召喚惡魔現世的過路費被吞噬。弟弟和塞巴斯蒂安簽訂契約后，塞巴斯蒂安從其腹中找回戒指。葬仪屋在火燒完之前把哥哥抱出來。后被葬仪屋以輸血等不明方式复活，甚至能按照弟弟成長速度長高，3年間一直被他裝在棺材帶在身邊， 觀察弟弟的行動。
需要大量“天狼星”(AB型)血液來維持生命，不然會暈倒。是青之教團篇的幕後主腦。能自行活動後，葬仪屋亲自带哥哥回来与弟弟见面。
鄙視作為新執事服侍弟弟的賽巴斯欽，認為惡魔連向他搭話都不配。

## 米多福特家
伊莉莎白·米多福特（Elizabeth Midford，配音：日本：齋藤千和／田村由香里；台灣：林美秀（劇場版）；香港：林元春）
全名為Elizabeth Ethel Cordelia Midford。小名麗莎。比謝爾年長一歲的表姊兼未婚妻。原作漫畫設定為1874年10月14日生，動畫設定為1875年10月15日生（與謝爾差兩個月）。血型是「老人星」(B型)。
外表甜美，個性開朗活潑、任性的小女孩。喜歡可愛的布偶、洋裝、飾品、幫謝爾選衣服。迷戀謝爾可說是到了瘋狂的地步。其實相當成熟，很關心謝爾。事實上是個絕代的劍術天才，但因為顧慮到謝爾的感受，總是在謝爾面前表現最可愛的樣子，所以隱瞞此事。
在漫畫12冊差點被殭屍所殺時，拿船上的裝飾劍反擊保護謝爾。在幼年時一度因想要與一般英國淑女一樣所以抗拒學習劍術，後來由母親安慰後繼續學習。很在意比謝爾高，出門總穿著低跟的鞋子。
在到訪圓形音樂廳後，突然離家出走。被塞巴斯欽打暈帶回來後又躲在圓形音樂廳鬧失蹤。在警察闖入凡多姆海伍大宅時卻及時出現，並指認戴上眼罩的謝爾(弟弟)為假冒者，使其遭到逮捕。事後表示因為知道真相才離家出走。對於被「10歲劫難後回來的謝爾」(弟弟)欺騙，以及察覺到只願意接受「正牌謝爾回來」這結果的殘忍自己而傷心。明知道謝爾(哥哥)所做的事是違法行為，但為了他能繼續存活而沒有阻止。現在哥哥愛德華陪同下回家。
在動畫原創篇章《Ciel in wonderland》（謝爾夢遊仙境）飾演老鼠姑娘。
法蘭西絲·米多福特（Francis Midford，聲：田中敦子；香港：黃玉娟）
伊莉莎白的母親，前法多姆凱貝伯爵文森的妹妹，謝爾的姑姑。個性嚴格守矩，尊崇強勁及光明磊落的人。認為男人不該留瀏海，所以曾強迫謝爾把瀏海梳到兩旁、錫巴斯查恩將瀏海往後梳。認為錫巴斯查恩的臉、髮型、個性都很下流，不過認定錫巴斯查恩的存在不可或缺。
被錫巴斯查恩當作謝爾少爺學習的典範。外貌、體術樣樣行的究極夫人，據說在女王的擊劍大會上以「超越凡人的力量」打敗騎士團團長米多福特侯爵，侯爵因而對她一見鍾情，兩人因此結婚。被錫巴斯查恩評論為「擁有強勁及美貌的怪物（誤）→貴夫人」。
阿雷克斯‧雷昂‧米多福特（Alexis Leon Midford，聲：中田讓治；香港：朱子聰）
米多福特侯爵，伊莉莎白的父親，謝爾的姑丈，也是他的貴族監護人。是英國騎士團─米多福特家族的一家之主。平日外表嚴肅正經，但卻很愛撒嬌（尤其是在法蘭西絲面前），在漫畫52話時會像伊莉莎白一樣抱住謝爾，看來他也很喜歡謝爾，視為兒子般疼愛。威士頓學校翡翠獅舍的OB，戴德利希的學弟。
愛德華‧米多福特（Edward Midford，聲：山下誠一郎；香港：林筠翔）
米多福特家的長男兼繼承人，伊莉莎白的哥哥，謝爾兄弟的表哥，比妹妹年長3歲，比表弟們年長4歲，在天賦上比不上家人但透過刻苦練習把體能和劍術磨練成才華的努力家。很重視伊莉莎白，表面上不認同謝爾是自己的妹夫，但實際上曾說過“以一個男人來說，我很尊敬他”，並警告學長們千萬不要和正在執行「女王看門狗」任務的法多姆凱貝伯爵為敵。威士頓學校翡翠獅舍監督生的學弟。事件結束後，成為新一任翠綠獅舍的監督生。
寶拉（Pola，聲：伊月唯（日本）；楊善諭→張頌欣（香港））
伊莉莎白的貼身女僕。总是带着两串铃铛。在《Ciel in wonderland》（謝爾夢遊仙境）飾演渡渡鳥。

## 巴奈特家
安潔莉娜·達雷斯（Angelina Dalles，配音：日本：樸璐美／勝生真沙子；香港：許盈；臺灣：林美秀（劇場版））
前巴奈特男爵夫人，因為經常穿著紅色的衣服，所以通稱「紅夫人」（マダム・レッド）。謝爾的阿姨，瑞秋的妹妹。王立倫敦醫院女醫生。黃腔高手（漫畫及動畫中被消音），喜歡摸賽巴斯欽的屁股（辯稱是：「哎呀！又不小心幫人觸診了，這是當醫生的職業病啊……」）。
以前討厭遺傳自她父親的紅髮，看到姊姊的亞麻色頭髮時，既羨慕又嫉妒。直到她喜歡的前凡多姆海伍伯爵（文森·凡多姆海伍/謝爾的父親）稱讚她的紅髮（文森以“在地面上燃燒著的紅花石蒜”形容她的紅髮美麗），而喜歡上紅色。前凡多姆海伍伯爵要和姊姊結婚，雖令她感到失望難過，但卻還是祝福他們。後來，瑞秋生了謝爾兄弟，她作為見習護士幫忙接生。她將謝爾兄弟和伊莉莎白視為親生子女，相當關愛，同時也是瑞秋和弟弟的家庭醫生。
後來在舞會上認識了巴奈特男爵，兩人結婚。不幸的是，懷了孩子不久，男爵不幸被失控的馬車撞死，肚子裡的小孩也因內臟破裂，必須強制將胎兒及子宮切除。在瑞秋的關心下很快的就出院，並且前邀去謝爾兄弟的十歲生日宴會。在她前往慶祝會上，凡多姆海伍一家慘遭某人殺害，伯爵、夫人的死狀悽慘，但是卻找不到小孩的屍體。
年輕時為了治好姊姊的哮喘當上醫生。在痛失近乎所有至親後，一度打算寄情工作。幫妓女作墮胎手術時，因為妓女的一段話（「帶著孩子會接客不便，是個累贅」等類似說詞），怨恨油然而生，她失去、渴望的東西，妓女卻可以不屑一顧地拋棄。於是開始謀殺被她動過墮胎手術的妓女，並將子宮一併挖除。久而久之，警方與媒體通稱兇手為「開膛手傑克」。後來紅色死神格雷爾在回收死者靈魂時出現，說他們是同病相憐（不能生子），並協助她。幾個月過後，失蹤的謝爾(弟弟)失去右眼回來了，而且身邊多了一個穿得一身黑的執事。紅夫人未曾察覺回來的「謝爾」實際上是雙胞胎中的弟弟，但看着遺傳着最愛姊姊的眼睛和初戀容貌的外甥，心中既憐惜又妒忌。謝爾(弟弟)受女王之命前來逮捕「開膛手傑克」，接踵而來的怨恨，不願意再讓姊姊剝奪她的東西，所以決定把謝爾(弟弟)殺掉。但最後還是因親情而無法對謝爾(弟弟)下手，引來格雷爾的失望。最後被格雷爾以死神鐮刀殺害。
在《Ciel in wonderland》（謝爾夢遊仙境）飾演紅心女王。

## 死神
在作者的設定內死神都有著黃綠色的瞳孔，並以近視作為看到人類看不到的東西的代價，因而所有死神都要帶上及十分重視眼鏡。畢竟因為只是半神，所以亦需飲食以及睡眠。死神不足導致死神們經常有超時工作的情況。死神在人臨終前出現，然後捕捉死者的靈魂（稱為「靈魂回收」），換言之，他們的出現就足已證明不用多久一定會有人死亡。他們各自持有不同的捕魂工具－死神之鐮。他們的行動以上級分配的靈魂名單為本，任務是審查預定死亡人士的記憶，亦即是死者的「走馬燈劇場」，從而判斷那個人是否值得死亡/應該存在，之不過只有極少數對世界存有益處的人才會從名單中剔除。不过人类当中，几乎不存在具有那等价值的人，所以死神不过是为了要预防万一，所以进行确认的工作罢了。他們為了完成職務會不擇手段，排除任何阻撓他們的障礙。死神是由自殺的人類演變而成。
漫画105话说道：死神是为了惩罚自杀的人类，让他们成为【死神】，让放弃生命的他们不断倾听对生的留恋及渴望。
死神的职位越高，死神镰刀越为原始化。會按照人類國界劃分不同國家部門管理人類生死資料，並會按照他們移民情況向他國轉交資料。死神被禁止殺人和復活人類，像葬儀社般脫離組的前死神會受到追捕。目前英國死神把葬儀社和其製造的活死人視為首要目標，在不干預人類歷史的情況下把活死人回收，但目前扣除已被死神們抓獲的「天琴星」，其他被死神捕捉的全部「會活動沒神志的屍體」都是已經回收靈魂的屍體，只能破壞頭腦阻止它們活動。對於會獵食靈魂的惡魔視為敵人，但若像謝爾(弟弟)般在生時已和惡魔訂立契約的情況，被吞噬靈魂而死亡也不會干預，甚至有契約者在場約束而可以讓惡魔跟著契約者行動，因為和惡魔契約的人類靈魂已脫離由正常靈魂回收的程序。死神若沒有在人類面前現身，是不會被任何普通人類見到，有惡魔契約的謝爾是少數例外，因為出賣靈魂的他已經如同半身踏入死亡般，瀕繁和死神接觸。
克雷爾·沙多克里夫（Grelle Sutcliff，配音：日本：福山潤；香港：雷霆→何承駿→麥皓豐；台灣：蔣鐵城（電影版））
紅執事。男性（不過自稱女演員）。偽裝時為個性懦弱、膽小、迷糊的黑髮執事。解除偽裝為赤色長髮、性格殘暴的死神，喜歡的顏色是紅色。痴迷於賽巴斯欽和威廉。死神之鐮為電鋸，能切割包括惡魔和死神在內的任何物件。效果為「走馬燈劇場」。決定台詞「好歹我也是個執事DEATH★（これでも執事DEATH★）」，"DEATH"的發音與日語肯定句句尾""相同。在死神中戰力十分強大，但比不上年齡已經是化石級別的葬儀社和惡魔賽巴斯欽。
最初基於對紅夫人的殺人舉動感興趣而成對方的執事，期間因為紅夫人下不了手殺謝爾，而失去興趣殺掉她，也因此遭到停職處分。之後在馬戲團事件中復職(由於回收部門人手不足)，接下凡多姆海伍宅邸裡的案子，以為可能會見到賽巴斯欽而異常興奮。
似乎有性別錯亂的傾向，一心認為自己應該是個女人，因此喜歡男性。虐待狂及被虐症情形嚴重者（但還是會怕被殺死）。因為殺死死亡名單上以外的人，及未經申請就使用死神鐮刀，被威廉以暴力手段帶走，被暫時停職及調往後勤部門當清潔工幾個月。
動畫版第一季後被降級（原本的死神鐮刀被沒收，換成小剪刀）。見到葬儀社的真面目後便迷戀上他。第二季能重新使用外表像電鋸的死神鐮刀。
在《Ciel in wonderland》（謝爾夢遊仙境）飾演柴郡貓；執事外貌的他飾演撲克牌士兵。
威廉·T·史皮爾斯（William T. Spears，配音：日本：杉山紀彰；香港：翟耀輝→劉昭文；臺灣：吳文民（劇場版））
簡稱威廉。死神派遣協會管理部的死神。與克雷爾·沙多克里夫同期入行，為此常怨會被對方連累。死神之鐮是可伸縮的高枝剪。戴眼鏡的男人。由於嚴重近視，曾在被賽巴斯欽打掉眼鏡後，指著空氣罵羅納德。
屬於個性認真、沈着冷静的公務員類型。處事條理分明、一板一眼，不喜歡超時工作，深知只有處之泰然，不將私人感情帶入工作，才可避免無謂的工作量增加，準時下班。口頭禪是「絕不接受無薪加班」。
對惡魔極度厭惡，認為他們就像烏鴉一般，沒有節制的獵食靈魂。稱惡魔－賽巴斯欽是會寄生在人類身上的「害蟲」。為了進行大規模的靈魂審查及回收而假裝成人類潛入挪亞方舟馬戲團，並取藝名為舒茲（英語：SUIT，有上班族的含意）。曾就被戴加笑稱「寬額頭」。
入團第一天就一臉認真地把靈魂﹑死神之類的事掛在嘴邊，被普通人看成玩笑，誤以為他是個靈異愛好者。被謝爾批評一個「連融入人類生活，都無法辦妥的四眼仔，那就連變態死神都不如」。目前與克雷爾一同追蹤葬儀社，並幫助羅納德把活死人「天琴星」抓回死神派遣協會研究其構造。
在《Ciel in wonderland》（謝爾夢遊仙境）飾演三月兔。
羅納德·諾克斯（Ronald Knox，配音：日本：KENN；香港：關令翹；台灣：江志倫（劇場版））

調來協助威廉的死神，克雷爾·沙多克里夫是他的前輩。為了下班後的聯誼活動(和美女約會)，是奉行「絕不加班」主義者。死神之鐮是除草機，雖然工具在威廉的角度看來有點怪異，但據本人解說，由於和庶務部的小姐關係還不錯，所以一下子就核准申請了。
曉學會事件中和克雷爾一起被調去船上回收靈魂和喪屍問題，處理一大票（或者可以說一整艘）的靈魂和喪屍。
在《Ciel in wonderland》（謝爾夢遊仙境）飾演睡鼠。
葬儀社（Undertaker，配音：日本：諏訪部順一；香港：李錦綸；台灣：曹冀魯（劇場版））
真名不詳 (動畫版設定真名為古雷特布列, 為"Great Britain"的錯誤翻譯)，外表為長髮遮眼、戴著高帽、臉上有疤的男性。擁有證實死神身份特徵的黃綠色瞳孔。個性陰陽怪氣，講起話來會令人毛骨悚然。需要提供情報時，會先要求對方講笑話（厭惡女王的錢幣）。喜歡惡作劇（像是躲在棺材裡嚇人），幫遺體「驗屍」。職如其名，開葬儀社。喜歡用奇怪的傢俱，例如以棺材作椅子，以燒杯作茶杯，將骨頭形狀的餅乾裝在骨灰壇，用骷髏頭打保齡球等等。
「葬儀社」這份工作只是表面，實際上是搜集黑社會情報和死屍來源，再以特殊代價賣給凡多姆海伍。開膛手傑克及諾亞方舟馬戲團孩童失蹤事件的情報提供者。自謝爾的父親文森特還在世時，就和凡多姆海伍家有往來，曾出席過凡多姆海伍家的秘密會議。
漫畫中已確認他是70多年前已脫離死神派遣協會的前死神，並克服死神視力不佳的問題，能同時對戰惡魔和年輕的死神們不落下風。在第59話中用藏在斗篷的卒塔婆（日本一種立在墓碑旁的木板）抵擋住克雷爾的電鋸。漫畫第59話和克雷爾戰鬥出現他的面貌。死神鐮刀是正統的「死神鐮刀」，代表其擔任死神時間十分恆久。於漫畫第60話中承認是曉學會死人復活的主謀，並在61話重創賽巴斯欽。在第82話出現在威斯頓公學扮演校長，並且也是把監督生P4殺死的副校長和學生復活的幕後黑手。在威斯頓公學篇後，前往法國途中，曾在德國與狄德利會面。並留下了「凡多姆海伍伯爵仍活著」的訊息。
腰間掛著一個寫有"13 July 1866, Claudia P."(Claudia Phantomhive)(謝爾的祖母，前兩代女伯爵家主)的懷錶。
在動畫裡，真實身份為審判過羅賓漢及瑪莉皇后的傳說中的死神，因為退休的關係所以看起來很沒精神，死神鐮刀和漫畫一樣，也是正統的「死神鐮刀」。屬於管理級別的死神，所以擁有終極死神道具——粉紅色的「死神書籤（Death Bookmark）」，夾在走馬燈劇場的書頁中可以停止故事，這樣就可以用紅筆修改內容。（見動畫第一季第18話）
動畫版中於死神圖書館門口設有表揚其功蹟的雕像。（見動畫第一季第18話）動畫第一季第18話中，他的樣子給威廉·T·史皮爾斯說是「人見人愛，棺材都會打開蓋」，而且頭髮底下的真面目能使克雷爾迷戀上。
重要的東西是葬儀屋一直随身攜带的、連著着七个不同遺髮纪念章的一長串链子，其中一串遺髮是屬於夏爾的祖母，克勞迪婭女伯爵。64话时，葬仪屋遭受塞巴斯蒂安、格雷尔、罗纳尔多的联合攻击，躲闪不及，链子被塞巴斯蒂安一脚踢断。当时葬仪屋表情极为慌张，欲伸手去抓住，却被塞巴斯蒂安怀里的夏尔下意识的先一步抓住。葬仪屋在见到链子落入夏尔手里时，表情由慌张转变为一个意义不明的微笑。告诉夏尔，“伯爵，这个（那串链子）就暂时寄放在你那里吧，要好好保存它。那是小生的宝贝……”之后便离开。
在迪德里希（前任凡多姆海伍伯爵文森特的好友）認識謝爾的父親文森前，已經認識文森、法蘭西斯兄妹和其母親克勞迪娅。對“凡多姆海伍”一家有謎一樣的執著。
在塞巴斯蒂安放火燒毀黑彌撒場地後，把真正的夏爾(哥哥)屍體偷偷運出，並以輸血等不明方式復活，一直用棺材裝着其身體帶在身邊，以半清醒狀態觀察弟弟3年間的行動。連塞巴斯蒂安也不明白自己已經吞噬哥哥的靈魂為召喚現世的過路費，葬儀屋是如何把真正的夏爾(哥哥)復活成有原本思維和行動能力的活死人，並讓其按照弟弟成長時間長大成13歲的身體。期間也有用相同方式收集屍體和復活Doll(「老人星」)、「北極星」和「天琴星」為自己在曉學會成員的不同機構收集血液和人體器官。其中，「天琴星」持有小剪刀的死神鐮刀，能和死神一戰的實力，已被死神們抓回去協會研究活死人的構造。
在《Ciel in wonderland》（謝爾夢遊仙境）飾演瘋帽子
艾瑞克·斯林維（Eric Slingby）
詳見艾瑞克·斯林維。
阿倫·漢弗瑞茲（Alan Humphries）
詳見阿倫·漢弗瑞茲。
薩夏（Sascha）
死神派遣協會德國分部的死神，在脖子上攜帶一台用來拍攝人體屍體的照片的相機，相當喜歡死神這個工作，非常慶幸自己成為死神。喜歡看人類歷史。
魯德格（Ludger，配音：日本：八代拓）
死神派遣協會德國分部的死神，喜歡抽菸，死神鐮刀的外觀是電動綠籬機。
奧賽羅（Othello）
死神派遣協會科搜課的死神，對自己的身體能力沒有信心，拿著最初始的死神鐮刀，完全沒有一般死神的戰鬥力。和葬儀社還在死神派遣協會工作時已認識的同期，並指出兩人以前是死神中的2個極端，葬儀社從不使用生前名字或代號(也可能是生前沒有本名)，記錄上也只有工作編號，同時也是死神業績首席，自己則在末座。
被上級指派至失血死亡事件現場及後續事件，研究活死人的構造。曾成功拿到謝爾(弟弟)的一根頭髮和血液儀器研究，藉此推測到葬儀社的活死人計畫缺點。
老爹（おやじ，Oyaji）
ova中登場。
優秀且富有經驗的年長老人，負責製作特製的死神眼鏡。死神以能穿戴他製作的眼鏡為榮（一般低級死神只能穿戴清一色同款的普通眼鏡）。

## 中國人
劉（Lau，配音：日本：遊佐浩二；香港：陳廷軒→雷霆）
中國貿易公司「崑崙」英國分店店長，通稱「劉大人」。販賣鴉片到英國，並開了鴉片館。男性。臉上常瞇著眼、掛著微笑，身穿長袍，功夫了得。血型是「老人星」(B型)。
經常佯裝一副甚麼都知道的態度。實際身份是清國上海「青幫」的幹部。在英國城西一帶很有勢力。漫畫39話再度出現。和謝爾之間為情報買賣的利益合作關係，想透過他取得有利自身的情報和利益。曾提供青幫內部的競爭對手派「梟」(美鈴)去暗殺謝爾的消息給他，間接讓謝爾得到美鈴這名能幹的狙擊手收歸門下。
在動畫第一季第20話中，因背叛而遭錫巴斯查恩攻擊，腹部重傷，跳水後下落不明。
在動畫第二季重新出現。第二季第12話（完結）證實在第一季受到攻擊沒死，是因為錫巴斯查恩放他一馬。謝爾離開倫敦前拖口信給他，表示不殺他（太麻煩了），隨便劉怎麼活下去，但必須在謝爾看不見的地方。
在漫畫中，當謝爾(弟弟)因冒用哥哥身份被警察追捕時收留了他們主僕一行人在自己的地下鴉片館，並協助謝爾(弟弟)調查出曉學會成員的4個血液收集據點。被派去和巴爾德假扮中國醫生和退伍軍人，合作調查退伍軍人療養院期間，成功吸納療養院的先進採血技術和人道救援治療方法，把療養院連同技術人員和病人帶回上海領功。
在《Ciel in wonderland》（謝爾夢遊仙境）飾演毛毛蟲。
藍貓（Ran-Mao，配音：日本：矢作紗友里；香港：黃紫嫻→何寶珊）
劉的義妹（劉自稱），劉曾以「因為要掃蕩老鼠，才會養貓」作為藍貓的比喻。高158cm。巨乳﹑話少﹑無表情。總是身穿旗袍，依偎在劉的身旁。腕力嚇人，必要時會手持雙錘作為武器。漫畫39話重新出現。在動畫第二季重新出現。
在《Ciel in wonderland》（謝爾夢遊仙境）飾演磨菇。
在漫畫155話中，被謝爾(弟弟)派去和梅琳假扮中國來的姊妹去應徵女僕，潛入身為曉學會成員的男爵宅第，並成功催毀血液收集據點。梅琳提及藍貓其身分是劉的保鑣，曾在167話中表示要麻醉她鴉片比鎮靜劑更有效。

## 印度人
索馬·阿斯曼加達爾（Soma Asman Kadar，配音：立花慎之介；香港：李凱傑）
班卡爾藩國國王的第26王子，出生於印度，現年17歲。自小常獨自留於宮殿中，既不為父皇所喜，母後亦只專注於討好國王，令索馬的生活十分孤單。而米娜則如姊姊一樣對他照顧有加，所以對他來說，米娜像是親人，甚至於愛人。為了奪回被英國貴族強行帶走的侍女米娜而前往英國。在與謝爾相遇後，才發現自己是不懂事的小孩。在米娜事件後，決心成為「不輸給任何人的好男人」。目前和阿格尼暫居在謝爾倫敦的城中宅邸，本人說法是擔任總督（因為謝爾讓他們管理這棟房子）。常自稱是謝爾的好友，覺得謝爾陷在復仇的目標而不願接受他人的善意，是一個寂寞的孩子。
在威士頓學校篇中，轉到「深紅狐舍」就讀。而且擅長板球。後來卻因為同學誤打誤撞中拿到阿格尼為他所做的雞肉餡餅（因信仰而不能吃牛肉，故又特地做了一份雞肉的），所以，除了他之外的「深紅狐舍」的學生們都因為吃了錫巴斯查恩換掉的瀉藥牛肉餡餅而肚瀉，包括該宿舍長─監督生P4的愛德華‧雷德蒙德(多爾伊特子爵的外甥)。在威士頓學校篇結束後，選擇了退學。原因是在威士頓學校教授的知識早已在小時候於宮廷中學會了。
自小已接受英才教育，擁有連宮廷教師引以為傲的才智。但同時也有天真的一面，在幽鬼城殺人事件篇中，他和阿格尼不加過問就向SNAKE提供謝爾的所在地，更以上好馬車將這位刺客送往目的地。塞巴斯蒂安得知後說：「就連我也沒辦法替他們說好話了。」
凡多姆海伍·five 的一員，負責編舞。於漫畫127話中，在倫敦別墅被真正的謝爾(哥哥)開槍襲擊，阿格尼為保護他被黑衣人(北極星)暗算身中數刀而亡，事後被塞巴斯蒂安和謝爾(弟弟)送到沙利凡住處救治。
在《Ciel in wonderland》（謝爾夢遊仙境）飾演公爵夫人。
阿格尼（Agni，配音：日本：安元洋貴；香港：陳卓智→蕭徽勇）
黃執事。索馬的近身隨從。原名是「阿爾夏多」（アルシャド）。原本生於祭司之家，其家族「婆羅門」是印度種姓制度中社會地位最高的家族。但由於自小見到父親滿心慾望，造成自己無法信仰神，犯下各種暴行。在受環首刑之前被索馬所救，從此洗心革面，跟從王子辦事並改名為「阿格尼」。認為索馬王子是神一樣的存在。
擁有「神之右手」（「神」指「迦梨女神」），進入「三摩地（SAMADHI）」的狀態後便會不顧一切對目標進行攻擊。神之右手另外一個功能是調配出令眾人為之陶醉的咖哩香料。(日文神之右手和咖哩右手同音)
能適當發揮謝爾家的園丁、女傭、料理長的能力令他們都變得十分能幹。與錫巴斯查恩比賽西洋劍時打成平手。認為執事隨時隨地關心主人，為主人的健康作出最正確的判斷。因此，錫巴斯查恩十分佩服他的執事能力。
在《Ciel in wonderland》（謝爾夢遊仙境）飾演公爵夫人的貼身廚師（女）。
於漫畫127話中，從照片碎片中發現謝爾(弟弟)有雙胞胎兄弟的事實，為拯救被真正的謝爾(哥哥)襲擊的索馬，被黑衣人(北極星)暗算身中數刀而亡，臨死前仍緊緊保護藏在房間的索馬，享年31歲。屍體已經火化，骨灰罈被索馬帶在身邊。
米娜（Mina，配音：日本：後藤邑子；香港：陳凱婷）
索馬的侍女。在索馬遇到阿格尼之前就一直服侍他。對王子既溫柔又關心，如同姊姊一般。
其實受不了王子的任性，及一輩子都是侍女的命運（因印度的種姓制度，一輩子都是奴隸），跟隨威斯特回到英國。事後被王子發現，態度變的相當惡劣。漫畫版和動畫版同様最後和威斯特在巷子被藍貓「修理」了一頓。

## 英國王室及其關係者
維多利亞女王（Queen Victoria，配音：日本：（少女）川澄綾子、（年老）定岡小百合；香港：（少女）陳琴雲、（年老）林丹鳳）
個性豪放、大方的老婆婆。一提到死去的艾伯特親王就會跪在地上痛哭。稱呼西雅爾「弟弟」（港譯「小不點」）。西雅爾認為女皇是個幽默的人。
據說深受全國人民喜愛的卡通「暴坊伯爵」的模特兒就是陛下本人。英國十九世紀輝煌時期的女王，是少數出現在漫畫內的真實人物。漫畫裡長相為公開，但在動畫前兩季裡臉部用黑色面紗遮住，說話時均由身為執事的亞修代言。
僅用了50年時間，就創立出稱霸世界的大英帝國。西雅爾相信女皇陛下有眼光分辨出那一隻是能夠改變世界的蝴蝶。
敏銳的察覺出在風平浪靜中的異常，能精準捕捉到可利用之處，在威爾頓公學事件後表示「感覺不到疼痛和恐懼的移動屍體....很可怕呢...但如果這種怪物站在我們這一邊的話，那將多麼美好」；在綠之魔女事件最後的茶會中表示「小小的魔女其實是個很厲害的魔女小姐啊，既然是這麼厲害的魔女小姐，說不定能使用更厲害的魔法吧」被拒絕後，巧妙的調節氣氛，之後常帶著蛋糕去找薩利文，並提供醫療研究器材
在動畫前兩季裡因為丈夫過世，曾經一度想要自殺，卻遇上亞修（真實身分為天使），使身心和丈夫合而為一，面貌也從老婆婆變成妙齡少女的模樣，思想上也變得像亞修（安琪拉）般一樣，希望抹除骯髒，淨化一切。（見動畫第一季第22話）後來少女面貌的維多利亞身體裏，漸漸腐化，卻拒絕給亞修淨化，因而死去。在動畫第24話中，則有一個年老的女王在災後走到大眾面前，呼籲國民振作。但警務總監蘭度爾卻站在一旁，靜靜說她不是真的女王。（在漫畫中則未有此設定）
約翰·布朗（John Brown，配音：日本：神谷浩史）
女王陛下的隨從。長時間以護目鏡遮住臉部，實際長相不明。是使鞭的能手。隨身攜帶艾伯特娃娃。當女王提到艾伯特親王而哭泣會用腹語安慰她。可以偷偷把女王的信放在西雅爾口袋，擁有驚人的身體能力，在漫畫中被英女王的馬一腳踏中頭部，仍能安然無事並繼續向讀者介紹英女王背景。在綠之魔女篇替女王送信給西雅爾時，能輕鬆快速騎馬穿梭身為毒氣實驗場的德國狼谷森林。
動畫版前兩季中則由亞修一角取代其地位。動畫版馬戲團篇中開始登場。
查爾斯·格雷（Charles Grey，配音：日本：木村良平；香港：李震權）
女王陛下的祕書武官兼執事。白執事「自由」的一方。爵位為伯爵。格雷伯爵家的當主，他的祖父曾擔任首相。穿著以白色作為基調的燕尾服，背後留著一頭及胸的白色長髮。個性比較殘忍且我行我素，食量相當大。是個使劍的好手，擅長近身戰，速度相當快，第一次正式出場時擊破了法多姆凱貝家的門進入且大鬧了一場，堅稱不相信世上有劍無法砍斷的東西，或者應該說是只相信可以用劍斬到的東西。由於害怕幽靈，而在走路時情不自禁挽著身邊的西雅爾，卻辯稱是擔心西雅爾害怕才緊挽著他。及在漫畫第66話中觀看格雷和SNAKE戰鬥時的狀況，可以見到格雷有怕蛇的一面。
就算美鈴加巴爾德合作也能夠戰勝。是威士頓學院「翡翠獅館」（運動超強的學生所住的宿舍）的畢業校友，原作中可以看到格雷和菲普斯過去曾是伊莉莎白的劍術同學。（但是根據作者給的動畫設定資料，現時間點格雷約為24歲，而菲普斯則是與他同年或者小一歲，和現在的伊莉莎白有一段差距，因此這部分仍有爭議。）和菲普斯被人通稱W·查爾斯。是幽鬼城殺人事件的幕後黑手，以監察者身分參加法多姆凱貝大宅舉行的招待晚宴，並於期間殺害基奧古.方.捷文士爵士並嫁禍給西雅爾（事實上是奉女王之命，原因是女王為了西雅爾有謊報馬戲團事件始末之嫌(未把被綁架的孩子救走及燒毀兇案現埸)而給他一個小小懲罰），後來西雅爾成功把罪名轉移給他人而得以脫罪。
查爾斯·菲普斯（Charles Phipps，配音：日本：前野智昭；香港：周倚天）
女王陛下的祕書武官兼執事。白執事「乙男」（擁有少女心的男性）的一方。和格雷相較之下比較冷靜，和格雷一樣都是使劍好手。同時有非常好的編織技，更把費尼安在和挪亞方舟馬戲團戰鬥時受損的草帽用針修好（鬱金香圖案的補丁）。廚藝亦非常好，雖然原作沒有具體的描寫，但在作者於個人網站發表的插畫中常可見到。和格雷都是威士頓學院「翡翠獅館」的畢業校友。在漫畫第66話中和SNAKE戰鬥時，可以見到菲普斯懂得吹笛控制蛇。在原作中，身邊不時會出現一隻公雞。
和格雷被人通稱W·查爾斯。口頭禪是「可以應付所有突發狀況，才是一流的執事」。

## 諾亞方舟馬戲團
JOKER（Joker，配音：日本：宮野真守；香港：李鎮然）
馬戲團小丑，同時也擔任主持人，右手為義肢，藏了一把短刀。負責團內的大小事物，像是領隊一般的存在。稱凱爾文男爵為父親大人，對一軍的人來說他是救命恩人（SNAKE除外）。只要是凱爾文男爵的命令，他幾乎不會反抗。
為了能夠繼續讓凱爾文男爵資助馬戲團及貧幼院的孩子們，不惜綁架來觀賞馬戲團的小孩子們，讓他們成為凱爾文男爵玩樂殺害的對像。最後被錫巴斯查恩斬去左手，流血過多死亡。一軍中只有他最後知道義肢的來源。臨死前被威廉使用跑馬燈，才知道他生前悽慘的過去。
從和JOKER的對話中得知JOKER和一軍們有些弟弟及妹妹（應不是有血緣關係），但在當西雅爾去察看貧幼院時，貧幼院早已成了廢墟。根據醫生所言，推測貧幼院應也成為了義肢的實驗品及素材，所以JOKER和一軍們的弟弟及妹妹應該也已經死了。
從跑馬燈的內容得知，出世日期是1863年4月2日，母親是一位名叫卡連·泰勒的娼妓，出世後就被母親拋棄，所以連名字也沒有。死亡日期為1889年2月9日。
在動畫中，宮野真守所配的JOKER在說話時會帶有關西腔的話音。
BEAST（Beast，配音：日本：甲斐田裕子；香港：吳羨婷）
女性馴獸師，左腿為義肢，重視團隊。養了許多猛獸。其中一隻老虎的名字叫貝蒂，錫巴斯查恩因（貓白痴）的性格而接近牠，因而被咬。外表看起來大膽，但內心是含蓄的。喜歡JOKER，所以希望JOKER就此不綁架小孩，離開凱爾文男爵。曾被錫巴斯查恩色誘，間接套出馬戲團的重要情報。入侵法多姆凱貝豪宅，在地下食物儲藏室因自己引起的粉塵爆炸而死。
從跑馬燈的內容得知，是個名為阿梅利亞的女傭之女，真實名字為茉莉（Mally）。出世日期是1864年5月22日，死亡日期為1889年2月9日。
DAGGER（Dagger，配音：日本：岡本信彥；香港：鄧港文、林元春(童年)）
擲刀的雜技師，左腿為義肢，衣袖內藏了許多匕首。喜歡BEAST，稱她叫大姊。誇張的笨蛋判斷模式，一軍中個性最開朗的。入侵法多姆凱貝豪宅，在地下食物儲藏室為保護BEAST被巴爾德用馬克沁機槍掃射致死。
SNAKE（Snake，配音：日本：寺島拓篤；香港：鍾見麟）
人蛇混血兒，能夠和蛇溝通，擁有可以控制蛇的能力。 像偉伯斯特﹑王爾德﹑濟慈﹑華茲華斯﹑奧斯卡﹑艾蜜莉是跟在他身邊的蛇。普通人中了來自奎馬達島－偉伯斯特的毒，不可能撐過30秒。
雖然早就知道Joker他們應該是對他有所隱瞞，但並不知道馬戲團在巡迴表演中接二連三的拐騙兒童。在他的角度覺得是西雅爾破壞了他們的生活，認為馬戲團失蹤是因為西雅爾，王爾德跟著衣服的氣味追蹤SMILE來到凡多姆大宅。
是幽鬼城殺人事件中，殺死菲比斯的真正犯人。事件後，被西雅爾所騙，留在他的身邊是跟Joker等人更容易再見面的捷徑，而成為法多姆凱貝家的男僕。
在他和菲尼安被謝爾(弟弟)派去潛入調查養育院期間，重遇被葬儀社復活的DOLL。在漫畫206話，終於從DOLL和菲里安爭執期間知道全部真相，為了保護身邊無辜的孤兒，被經過改造成活死人的DOLL意外砍傷脖子后因出血過多而死亡，靈魂則被死神回收。
根據跑馬燈可以得知是女演員莎拉·坎貝爾的兒子，出生於1871年3月15日
DOLL（Doll，配音：日本：高垣彩陽；香港：黃淑芬）
戴著白薔薇假髮的馬戲團公主，負責走繩索。年紀是一軍中最小的。雖然都和其他一軍一樣擁有專用帳篷，但因不喜歡自己一人居住，喜歡年紀小或和自己差不多年紀的小孩子，覺得和其他人一起睡會比較舒服而去和其他人合住。拿掉假髮後西雅爾（化名SMILE）才發現是室友（西雅爾一度認為她是男的），為了讓西雅爾知道自己是女性曾讓西雅爾摸胸。少數意外看見西雅爾背上烙印的人。
臉部左側是嚴重的疤痕，平時用瀏海遮住。根據JOKER的記憶，她的疤痕是父母毀容而造成的。是被西雅爾從頭到尾利用的人。看見凱爾文男爵宅邸失火相當激動，而攻擊西雅爾，之後被錫巴斯查恩殺死。後被葬儀屋復活為有思維的活死人，血型和代號為「老人星」(B型)，幫其在養育院照顧孤兒，實為看守據點，以收集孤兒的記憶、血液和人體器官為活死人的素材。一心想為一軍全員的死，向西雅爾主僕報仇，卻意外殺死最後的家人Snake。從她口中得知，其記憶中被葬儀社混入其他一軍成員死亡時的記憶，並知道馬戲團因失去一軍成員的精彩演出和凱爾文男爵的贊助，導致經營不善而倒閉。從其稱呼SMILE(主角)為「謝爾•凡多姆海伍」一事上，似乎和養育院的孤兒一樣被限制情報(和謝爾兄弟、圓形音樂廳有關的新聞報紙不會出現在孤兒面前)，並不知道雙胞胎的存在。
彼德、溫蒂（Peter、Wendy，配音：日本：泰勇氣、新谷真弓；香港：馮志輝、袁淑珍）
空中飛人雙人組，侏儒症患者，不能從外表判定年齡。因為團員中會加上「哥哥」、「姊姊」的稱謂，似乎是年紀數一數二大的。兩個人會互相照顧。彼得認為DOLL只是個會壞了計畫的小鬼。入侵法多姆凱貝豪宅，因看見JUMBO遭費尼安反擊而死亡後攻擊他，並未成功又弄壞費尼安的草帽。溫蒂姊姊首先被美鈴射殺，再來是彼得哥哥在伊麗莎白的房門前被解決。
JUMBO（Jumbo，配音：日本：小柳良寬；香港：鄧志堅）
噴火男。馬戲團裡個子最高大，外貌也與眾不同。心地很善良，總是第一個安慰受傷的同伴。也常在關鍵時刻做出冷靜的判斷。入侵法多姆凱貝豪宅，被費尼安發現之後率先攻擊，但並未成功反到被費尼安多次猛力推撞牆壁，頭部流血過多致死。首次攻擊費尼安卻發現他的不對勁後大聲呼喊告訴其他團員。死亡時空中飛人雙人組目睹一切。從臨死前的警告中可推測應是年齡第二小的一軍成員。
醫生（Doctor，配音：日本：三上哲；香港：葉振聲）
馬戲團雇用的醫生，假裝雙腳無法走動坐在輪椅上，故而得到一軍的信任。最大的工作就是負責製作一軍的義肢，因為採用特殊素材，所以質感很好，而且質量輕。希望做出最佳的義肢，所以投靠凱爾文男爵。而素材則是使用被凱爾文男爵殺死的孩童身上的骸骨磨成粉狀，再燒製而成，作法類似骨瓷（獸骨）。這件事情只有他自己和凱爾文男爵知道。因為西雅爾看不下去他殺小孩的模樣（因為西雅爾想起在黑彌撒的經歷，引發創傷後遺症），所以命令錫巴斯查恩殺死他。
凱爾文男爵（Baron Kelvin，配音：日本：茶風林；香港：張炳強）
諾亞方舟馬戲團的老闆，收留孤兒到他的貧幼院。爵位是「男爵」。對法多姆凱貝前伯爵和西雅爾兄弟有異常的執著。第一次見到西雅爾是在他小時候，前任法多姆凱貝伯爵文森特未亡前的一場宴會。認為醜陋的自己無法匹配法多姆凱貝伯爵，下定決心整容。之後因為法多姆凱貝一家遭殺害而失去信心。後來又知道西雅爾兄弟被地下拍賣會的人收購，本想參加黑彌撒但因整容失敗失去下半身，只能眼睜睜的看著西雅爾兄弟被奪走，導致性格扭曲。之後開始利用馬戲團一軍綁架各地孩童，俘虜、玩弄、殺害。在得知參加黑彌撒的人全都「失蹤」(死亡)和西雅爾以伯爵身份回歸後，便策劃綁架西雅爾的計畫及重現黑彌撒舞台，打算藉此彌補自己3年前未能參加黑彌撒的遺憾，甚至祈求和邪教徒們有一樣的死法。剛好馬戲團一軍(除了Joker和Doll之外)前往法多姆凱貝家宅第時，和前往男爵家的西雅爾和錫巴斯查恩錯開。
最後被憤怒和觸發創傷後壓力症(PTSD)的西雅爾開槍打死。宅邸被錫巴斯查恩燒毀，小孩也因為西雅爾的命令一並燒死了。
當西雅爾去察看時，貧幼院早已成了廢墟，孩子們也都不在了。而馬戲團一軍裡的人被凱爾文男爵欺騙後，什麼都不知道就死了，這點令西雅爾覺得是愚蠢又好笑，最後也令他很感慨。

## 幽鬼城殺人事件篇
因諾亞方舟事件而使得女王對西雅爾的忠誠度感到懷疑（西雅爾命令錫巴斯查恩把凱爾文男爵家發現被綁架的小孩全殺了沒有救出他們，並燒毀現場），而使出的一場忠誠度確認的宴會。卻因為一連串的密室殺人事件而陷入恐慌。
札箂密・拿斯邦（Jeremy Rathbone，配音：小野大輔；陳欣（香港））
牧師。為賽巴斯欽假扮的。是地區教會中很受歡迎的輔導，算是挺有名氣的人。有驚人觀察力，興趣是觀察他人。在劉猜說大宅內，有一個能夠把整件案件推翻的可能性，即是除在場賓客之外的第十三個人躲藏時，恰巧出現，而令眾人懷疑。
為了證明與案件無關，在皮包內，因吃了少許安眠藥而睡著了的貓頭鷹腳上有錫巴斯查恩的信。才知道原來錫巴斯查恩早就預計到自己會被殺，所以才送信給札箂密。他是應錫巴斯查恩的邀請而來。聽過這兩天所發生事情後，就馬上開始調查的工作。
衣袋中翻出劇院的入場門票，日期是寫著昨天３月１２日，時間是晚上６時，上演的地點是倫敦的蘭心劇院，而上演的劇目是《湖上女郎》。完場時已經過了１０時。離開劇院後，用一個金幣才找到馬車，本應只需坐２個小時的車程，因惡劣天氣，而用兩倍時間才來到。
被亞瑟嘆稱札箂密像他的老師——貝爾教授。
真實身份是錫巴斯查恩。角色原型取自傑裡米·布雷特。
亞瑟（Arthur，配音：淺沼晉太郎；香港：巫哲棋）
男性。被西雅爾稱呼為「醫生作家」，是個偶爾會寫文章的眼科醫生。能聽得懂法文會話。出現在第38-49話。原作中未出現其姓氏。家鄉有十兄弟，其中有一個與西雅爾十分相似的弟弟叫艾德，和西雅爾同齡都是13歲。中指上的繭，還有袖口處因為沾上墨水，再用水洗過才造成的藍色污漬。為了記下突然想到的東西，他會用鉛筆寫在袖口裡面的小動作，令人知道他是位作家。
本來在倫敦只是一個名不經傳的眼科醫生。偶爾寫寫微不足道的文章，但只有一篇獲刊登，而且稿費亦是非常微薄。其實他本來想寫一些跟歷史有關的東西，不過幾間出版社都說賣不出去，而不願出版。正當打算把診所關了，回鄉種田的時候，就突然收到一封請柬，邀請他出席晚宴。自此，他一直以來的平凡人生出現１８０度的改變。原來西雅爾之前曾經參拜讀過一篇由亞瑟寫的，被刊登在《Beeton》雜誌的長篇小說，並且多遍翻看，當知道沒有續集時感到很可惜。交談中更當面稱讚該篇作品中的主角是個很聰明又充滿魅力的人。不過在高興得到西雅爾讚賞的同時，亦慨嘆自己寫的東西不受讀者歡迎。
西雅爾成為殺人嫌疑犯，所以只好暫時由客人之一的亞瑟醫生看管。是在大宅內唯一完全沒有殺人嫌疑的人。在凡多姆大宅內遇上謎般的事件後，繼續寫那本他以為不會再寫的小說，持續原本打算放棄的寫作生涯，成爲成功的推理小說作家。知道錫巴斯查恩真正的身份不是人類，答應絕對不會把這件事公開。
原作中暗示他是福爾摩斯系列的作者亞瑟·柯南·道爾（Arthur Conan Doyle），在49話中可以看見他的作品包含有福爾摩斯系列的The Sign of Four, The Adventure of the Speckled Band 和 The Adventure of the Red-Headed League。中年時候的樣子也跟現實中的柯南·道爾先生相似。在第49話内也提到他筆下的主角像夢魘一樣回到他的身邊，這也跟柯南·道爾先生一樣。
而且38-49話的内容裏有部分情節和The Adventure of the Speckled Band相仿。
基奧古・方・捷文士（Georg von Siemens，配音：野川雅史；朱子聰（香港））
是位爵士。晚宴的主賓客。漢堡銀行名譽董事。身為一名銀行家，他可算是德國重工業發展裡一個核心人物。來自德國的重要人物，對英國的產業和民間文學非常感興趣。是個一本正經，但酒品非常差的男人，並在晚宴上喝醉後對愛蓮和美鈴出手。
第一個被殺的人，死亡時間是晚宴結束後，凌晨１時１０分左右。傷口只有胸部。是被人用利器一下插入。身上有濃烈的酒精味。死前喝了很多酒。他名貴的圓形懷錶上，發條孔附近有很多花痕，會弄成這樣的人，要不是很不小心，那就是個酒鬼。
格雷伯爵受女皇之命殺害捷文士。目的是阻止德國軍事力量發展。
柏多利克・菲比斯（Patrick Phelps，配音：渡邊拓海；黃積權（香港））
造船海運企業藍星航道公司貿易部經理。晚宴的招待客。與劉是在業務競爭關係。由於不想在兇案現場隔壁的房間睡覺，馬上可以安排的房間只有西雅爾的那一間只有他跟其他兩個死者被殺害的方法不同。身上沒有明顯的傷口，脖子有刺傷的痕跡。是被人從脖子上的傷口注入毒藥 被發現，屍身已經開始僵硬。根據現場掉落地上的時鐘所顯示的時間，推測死亡時間是２時３８分，是事件中第二個被殺的人。殺死菲比斯的犯人是史尼克的黑樹眼鏡蛇，在非洲南部很常見，是一種有神經毒素的蛇。
卡爾・維德里（Karl Woodley，配音：櫻井透；潘文柏（香港））
鑽石打磨業維德里公司社長。晚宴的招待客。手上配戴著稀有，而且還沒有推出市面的戒指。戒指上的鑽石是維德里公司最新的圓形閃亮切割技術－Round Brilliant Cut的成品。背後真正做的生意是將利用鑽石而得到的非法武器，出售到有紛爭的地區。是個地下軍火商。
在晚宴前兩星期，鑽石礦業的龍頭－羅斯公司發生了總裁被謀殺的案件，西雅爾在自己的私人情報渠道(即葬儀屋)得悉維德里就是這案件的兇手。認為維德里已經威脅到正常社會的人，本就想把他剷除，因此特意邀請維德里參加晚宴，把他當成棋子，做了整件案的替死鬼。
格林茲比・金（Grimsby Keane，配音：徳本英一郎；林筠翔（香港））
著名的舞台劇導演。在舞台背景和服裝造型方面都做得非常出色。晚宴的招待客。與愛蓮秘密交往中，後來分手。
愛蓮・戴亞斯（Irene Diaz，配音：宮本茉奈；廖杏茵（香港））
歌劇歌手及演員。晚宴的招待客。與格林茲比秘密交往中。憑藉非凡的抗衰老功力，外表上完全看不出來比格林茲比年長十二年，不好意思跟人說。她的行李箱裡面，發現一瓶暗紅色，疑似血的液體，加上年輕美麗的外表，曾惹來吸血鬼的疑雲。其實瓶內的液體是將紅紫蘇熬煮之後得到的精華，具有抗衰老的效果，還可以舒緩疲勞。事件後，偶然一次馬車意外再遇塞巴斯蒂安，並得其幫助趕上《羅密歐與茱麗葉》公演。由於塞巴斯蒂安借助其公演大灑凡多姆海伍公司香水卡片，使香水銷售一空，因此她也被謝爾招聘為香水代言人。

## 豪華客船篇
因能死者復生而刊報的卡恩斯坦醫院，情報得知卡恩斯坦醫院可能用非法人體進行實驗，賽巴斯欽查出卡恩斯坦醫院的院長利安，成立名為"曉學會"的集會，並進行非法人體進行實驗，為了調查謝爾、賽巴斯欽和SNAKE登上了"曉學會"的集會地點－豪華客船坎岶尼亞號。
利安・斯托卡（Ryan Stoker，配音：日本：石川界人；香港：李致林）
卡恩斯坦醫院的院長，曉學會創始人。喜歡肉體精神，甚至天氣的健康。討厭以上的不健康。有「死亡是最大的不健康」的理論，認為只要避開死亡就能實現人類的完全救贖，因此研究把死者復活的技術。在葬儀社的協助下造出「扭曲的肉人偶（Bizarre Doll）」，於豪華客船披露「死者復生」，但以失敗告終。其實是因葬儀社的興趣和想要「扭曲的肉人偶」的人而被利用。
最終因船隻傾側跌落而死，享年34歲。

## 威士頓學院篇
謝爾和賽巴斯欽為了調查以戴立克為首的學生失蹤案而潛入學院。兩人分別以新生和舍監的身份進入學院。
在泰晤士河旁，英國屈指可數的名門寄宿學校。學院因學生特質區分為四個宿舍，身分高貴的學生所居住的「深紅狐館」、成績優秀的學生所居住的「紺碧梟館」、擅長武術和運動的學生所居住的「翡翠獅館」、有著特殊專長的學生所居住的「紫黑狼館」。
四個宿舍的監督生通稱P4（Perfect 4），分別為「深紅狐館」的愛德嘉·雷多蒙特、「紺碧梟館」的羅連斯·布魯亞、「翡翠獅館」的韓曼·格里希爾、「紫黑狼館」的格雷戈利·拜歐雷特。

### P4
愛德嘉·雷多蒙特（Edgar Redmond，配音：日本：渡部俊樹）
長有金色長髮。多爾伊特子爵的外甥，容貌相似。寬大的性格，只要是身分高貴的學生，不論是其他宿舍的都無任歡迎入舍。由於之前選中的2個學弟都有私下欺凌同學和逼人代替自己完成學弟工作和功課的行為，所以經常轉換學弟。
戴立克被殺後，透過舅父委託“曉學會”進行死者復活。事件過後，被秘密退學。
后加入S4成爲其中一員。
韓曼·格里希爾（Herman Greenhill，配音：日本：武內駿輔）
重視體育精神 雖然經常帶著曲棍球棒，但決心不使用暴力。包括格里希爾在內「翡翠獅館」全員都不擅長應付女性。
因不能原諒戴立克等人的惡行，用球板將他們殺死。事件過後，被秘密退學。
后加入S4成爲其中一員。
羅連斯·布魯亞（Lawrence Bluewer，配音：日本：榎木淳彌）
戴着眼鏡經常看書的青年。對規矩和學習嚴謹。8人兄弟姊妹中唯一一個男的，分別有三個姐姐和四個妹妹。
對遵守學院的傳統和規矩十分嚴謹， 認為隱瞞戴立克等人被殺是為了正義。事件過後，被秘密退學。
后加入S4成爲其中一員。
格雷戈利·拜歐雷特（Gregory Violet，配音：日本：橘龍丸）
戴着兜帽。討厭外界，長髮的青年。 繪畫方面有天才般的實力。要格里希爾作模特兒擺著奇怪的姿勢，但卻畫著與其不相關的畫。似乎有着異於常人的洞察力，發現謝爾比較異常的行為(實為謝爾在查案)，在繪畫謝爾畫像時加上惡魔在身邊的背景，意外和其真實情況非常貼切。
戴立克受到一擊時，擋住房間的門口，防止其他人逃出。事件過後，被秘密退學。
后加入S4成爲其中一員，血型是「天狼星」(AB型)，因此常常被抽血輸出給真正的謝爾(哥哥)，以致經常貧血。比其他成員更早知道謝爾是雙胞胎一事和圓型音樂廳實為非法血庫的事實。儘管不想失去偶像的工作，但因理解自身處境危險，而提議格里希爾一起邀請以前的直屬學弟契斯羅克和愛德華去圓形音樂廳看演出，實為想透過愛德華向表弟謝爾(弟弟)提供表面情報，向作為「女王看門狗」的謝爾(弟弟)求救。最終被謝爾(弟弟)和錫巴斯查恩及時救出，並送到醫院救治。

### 其他學生
莫利斯·高爾（Maurice Cole，配音：日本：堀江瞬）
所屬「深紅狐館」。雷多蒙特的前直屬學弟。擁有高超的化妆技术。 以學園第一的美少年人氣以及作為學弟的工作也完美而受注目成為下期監督生。其實本性狡猾，會把工作推給後輩，然後當自己的功勞。由於出身是沒繼承權的貴族次男，所以奉承監督生們，以成為下期監督生，期望在畢業後取得更高的社會地位。在监督生们想邀请夏尔去白鸟宫喝下午茶时，故意把时间弄错，导致夏尔迟到。 但是被暴露欺騙謝爾而求貶低他的評價，想讓謝爾封口，謝爾卻利用計策使P4聽到事件的真相，雷多蒙特也解除他學弟的身份。最後謝爾在學院中發佈他的素顏照作最後一擊。
通过这次事件，夏尔也顺利的成为克雷顿的学弟，并得到了监督生们的信任。
喬安·哈寇特（Joanne Harcourt）
所屬「深紅狐館」。雷多蒙特的直屬學弟。曾被高爾欺騙陷害，感到難過。在高爾被解除雷多蒙特的學弟的身份後，取代此位。
能熟讀黑格爾的論理學。事件結束後可能因創傷過大，加上年紀尚小(二年級生)，並未成為新一任監督生。
凡多姆海伍·five 的一員，以救出學長們脫離非法血庫組織為由被錫巴斯查恩拉入偶像團隊。
愛德華‧米多福特
所屬「翡翠獅館」。格里希爾的直屬學弟，謝爾的表哥，在事件結束後接替成為新一任監督生。詳見愛德華‧米多福特。
凡多姆海伍·five 的一員，以救出妹妹伊莉莎白為由被謝爾(弟弟)拉入偶像團隊，後在最後一場表演期間被母親以有失貴族身份為由強行拖回家。
克雷頓（Clayton，配音：日本：石毛翔彌）
所屬「紺碧梟館」。布魯亞的直屬學弟。對新人嚴謹。不容易稱讚別人。事件結束後，成為新一任監督生。
凡多姆海伍·five 的一員，以糾正學長的錯誤，助他們早日脫離非法血庫組織為由被錫巴斯查恩拉入偶像團隊。
契斯羅克（Cheslock，配音：日本：戶谷菊之介）
所屬「紫黑狼館」。拜歐雷特的直屬學弟。長有莫霍克頭，性格粗野的青年。討厭「紺碧梟館」的舍生， 看低上心讀書的人。擅長彈奏古典樂器。事件結束後，成為新一任監督生。
凡多姆海伍·five 的一員，以音樂打敗學長以助他們早日脫離非法血庫組織為由被錫巴斯查恩拉入偶像團隊。由於本身個性已經夠奇特和吸引，所以也是全員中唯一不用改變形象的人。
麥美倫（McMillan，配音：日本：白石晴香）
67话初登场。
所屬「紺碧梟館」。與謝爾第一個談話的學生。
与夏尔同一个宿舍房間居住，同为威士顿学院青馆的一年级生。心地善良 ，经常帮助夏尔。
戴立克·艾登（Derrick Arden）
所屬「深紅狐館」。女王堂兄弟艾登公爵的獨子。威士顿寄宿制学院五年级生。夏尔潜入威士顿学院调查的原因。從暑假後音訊全無，而以前几乎每天都会给家里写信，以后即使母亲来到学院见他也不愿回家。曾轉到「紫黑狼館」。擁有十分優秀的才能和成績，但其實本性冷酷，並與部份學生進行霸凌，那才能和成績都是從別人取得的。另外為了評價收賣副校長， 以卑鄙的方法以求取得下期監督生的位置。家中有“必须当监督生的传统”。
被監督生們得知他欺凌一事，與副校長以及另外4位學生被殺害並造成了「扭曲的肉人偶」。
81话正式出场（“活死人”状态，实际已死亡）。82话证实早在夏尔潜入学院调查之前就已死亡。83话证实戴立克与另外四人一起欺凌其他学生时被P4撞见，绿馆监督生格林菲一时冲动杀了戴立克與同伙的四名学生以及当时在场的包庇戴立克的副校长。
之后夏尔告知女王事件的真相后，以P4秘密退学、宣称戴立克等人在游船时意外丧生而结束整个事件。

### 其他校內成員
校長
威士頓學院校長。在學生和教職員心中是絕對的，不能對校長所下的命令作出疑問。P4、P4直屬學弟、優秀學生才允許見面。 平時通過副校長作出指示， 很少露面。現身板球大賽，輕鬆逃過賽巴斯欽的追捕。
真實身份是葬儀社，期間還偷偷藏着真正的謝爾(哥哥)在身邊。而真正的校長其實去了長期環球旅行，並不知道艾登等人欺凌和死亡事故，因此葬儀社操控變成活死人的副校長，令他成功和真正的謝爾(哥哥)分別以校長和學生身份混入學院。(不過真正的謝爾並沒有在人前現身，一直在觀察弟弟的舉動)
約翰·阿格雷斯（Johann Agares，配音：日本：速水獎）
活死人。 威士頓學院副校長。為忙碌的校長處理校內一切事務。經常跌倒流血，卻把它沒當一回事。
83话时证實包庇戴立克， 隱藏他欺凌一事。被監督生們得知，與戴立克用板球被殺害並造成了「扭曲的肉人偶」。后被葬仪屋“复活”，能正常活动、谈话，几乎与常人无异。雖然舉動不自然（經常跌倒流血，卻把它沒當一回事。），但葬儀社稱這是到今為止最優秀的傑作。
84话被塞巴斯蒂安彻底“杀死”。

## 綠之魔女篇
（Sieglinde Sullivan，配音：釘宮理惠）
狼之谷的領主，年齡11歲。有一披墨綠色的長髮，外表艷麗，是一個勇於追求目標的倔強女孩，性格傲嬌、開朗，但有時候卻較為冷靜，有一顆為別人著想及妄想的豐富心靈，對外界充滿好奇心，為了讓全村的人得救而成為綠之魔女，所以很努力地完成終極魔法(沙林毒氣)。有一位執事沃尔夫。剛出場時，因小時候被纏小腳，不能自由行走，但靠“魔女的氣球”可以在綠館中行走，在外則由沃尔夫抱著。第98話證實只是頭腦異常聰明的普通女孩，在化學研究方面很有天賦，年僅3歲就可以讀懂文字，甚至連芥子氣的合成方法也全部貫通，是沙林毒氣的發明者，獨一無二的化學天才，是長老婆婆以開發究極的武器為目的的“天才”的培養計劃裡的核心人物。在短時間內透過塞巴斯蒂安的教導和一本民間醫學書籍學會流利的英語。
初見面時就對謝爾有好感，由於自小的成長環境不存在沃爾夫以外的男性，所以對性教育特別好奇，時不時語出驚人的邀請令謝爾困擾及害羞。在治癒中毒的謝爾和塞巴斯蒂安期間，見到兩人身上有惡魔契約的刻印，向塞巴斯蒂安追問下，得知謝爾曾被綁架為惡魔祭品的悲慘經歷，但自己明白不該過問太多私隱而沒有深究塞巴斯蒂安的來歷(以為他也曾是惡魔祭品)。
生母是人狼之森的長老婆婆，父親是德國一位天才科學家。明白真相後和西雅爾一行人在一起，接受西雅爾的建議，選擇活下去，決心迎接新的挑戰(醫療開發)，離開人狼之森，前往了英國。
在綠之魔女事件最後的茶會中拒絕為女王研究“魔法”(沙林毒氣)，並隱藏已開發成功的真相，由塞巴斯蒂安把製成品送入深海銷毀。在謝爾的建議下，把芥子氣的合成方法提供給英國，以助制衡德國來換取英國的庇護和研究經費。平日使用的醫療研究器材由女王提供。對謝爾而言，沙利凡也是保障自己不會因知道太多國家機密被女王滅口的保險，因此沙利凡的住處和生活費由謝爾提供。
去了英國后用自己製作的“蜘蛛的脚”行走，也重新學習走路，剪短頭髮(因為沒有女僕替自己打理頭髮)，並漸漸結識了謝爾身邊的親戚和朋友們。
在青之教團篇幫助謝爾(弟弟)調查和分析血型的特性和分佈，並開發各種影音效果的科技產品供凡多姆海伍音樂廳使用。之後還救治了被真正的謝爾(哥哥)襲擊受傷的索瑪，同時也被謝爾(弟弟)吩咐千萬不要給任何人開門，尤其是和謝爾(弟弟)一樣長相的人(指哥哥)。
沃尔夫拉姆·格尔彩尔(ウォルフラム・ゲルツァー，Wolfram Geltzer，配音：小林親弘)
87话初登场。
绿执事，沙利文“绿之魔女”的执事。不太擅長烹飪。实际为德国军方的中尉军官，戰鬥能力強，被要求在万一的时候处决掉沙利文。起初不太喜歡成爲沙利文的执事，但在和沙利文的相處中對沙利文付出了真心。認爲沙利文不過是個普通的小女孩，在後來被要求处决掉沙利文時背叛了军方，和沙利文一同前往了英國。血型是「老人星」(B型)。
回應沙利文的指示時會說“Ja”，意思“是”。
名字是由德国军方的上級賜予的。
不擅長英語。時常要翻查字典。
對沙利文很是寵溺，不滿塞巴斯蒂安對沙利文為參加女王茶會而進行的嚴格淑女教育。
沙利文教授（教授サリバン，Professor Sullivan）
89话初登场。
人狼之森里有威望的长老婆婆。实际为沙利文生母。
十三年前因为参加德国的一个军事研究计划而与某位天才科学家相识，而后相恋，之后因为毒气意外泄露，面容被毁，爱人也在事故中丧命。伤心之余发现自己已有身孕。
沙利文3岁时，发现了沙利文遗传自爱人的优秀头脑，立即向德国政府请求开展以究极化学毒气的研究为目的的“天才培育计划”。
为了沙利文能够使用她优秀的头脑造出究极化学毒气，虚构了整个人狼诅咒的故事以及人狼之森的与世隔绝的环境。
可以说是整个绿之魔女事件的幕后元凶，被謝爾指責不應把女兒視為製造生化武器的工具。最終被塞巴斯蒂安釋放「毒氣」中毒身亡，人狼之森(德國秘密軍工廠)也隨即被謝爾等人催毀。

## 青之教团篇
布莱帕特
109话初登场。經常挂著笑容。身份是占卜师，在圓形音樂廳為客人占卜，實則是分辨其血型，疑似是让伊丽莎白失踪的人。测出伊丽莎白的烦恼，在看到塞巴斯蒂安时脸色大变，説出其爲惡魔，趕其出音樂廳。欺騙了大量富豪和權貴讓其斥巨資在圓形音樂廳上，提供換血醫療方式續命為利誘，並用免費的宴會和音樂會吸引平民參加，弄昏他們後抽血，實際上只是提供少量血液給權貴治病，大部分資源全都供應給葬儀社和其製作的4個活死人，視「天狼星」為教祖。在警察闖入凡多姆海伍大宅時出現，並故意指認作為弟弟的謝爾為指示者，使其遭到逮捕。
S4的作曲者，負責訓練他們，安排編舞和演出時間表。受命於「天狼星」--真正的謝爾(哥哥)，知曉謝爾兄弟、伊麗莎白之間的事，以及塞巴斯蒂安是惡魔的身份，企圖離間他們的關係。

## 其他
阿雷斯特·錢帕（Druitt Alaist Chambers，配音：日本：鈴木達央；香港：黃啟昌；台灣：宋昱璁（劇場版））
通稱「多爾伊特子爵」。外表為金髮的青年。個性自戀，擁有醫生執照。守備範圍很廣。稱呼穿女裝的西雅爾為「知更鳥」，就算曾經拍賣過他（她）還是念念不忘，即使之後數次見到穿男裝的西雅爾也是讚嘆不已。常於自家宅邸裡舉辦神秘聚會（販賣人口），起初為「開膛手傑克事件」的嫌疑犯。最後判定他為人口販子，被警方逮捕。經查明證實不是開膛手傑克。後來因為用錢疏通警方出獄，所以咖哩品評會上以裁判角色登場。
動畫第一季第10話冰上市集的冰雕大賽中以及14話和15話中的品嘗咖哩評審。動畫第二季第1話中自稱以前曾受前查麟趾伯爵的照顧。在《Ciel in wonderland》（西雅爾夢遊仙境）飾演偽甲魚先生。
於豪華客船篇再度現身。漫畫第59話中藉控制號稱能控制船上殭屍的電波裝置，誇下海口要成立不死軍團王國；並以終止殭屍活動為條件，要求在場所有人承認其為國王，並要求他們擺出「不死鳥」姿勢。其趁人之危的狂妄言行，先後引起西雅爾、錫巴斯查恩、葛里爾、羅納德的殺意。最後證實殭屍非電波裝置能控制，卻表現事不關己貌。格雷爾動手殺他，但卻被葬儀社保護，理由為：「世界上少了這麼有趣的男人不覺得很可惜嗎？」之後被綁到十字架木筏上擺着「不死鳥」姿勢獲救，還因此登上報章頭條新聞。
威士頓學院深紅狐館的畢業校友，也是愛德嘉·雷多蒙特的舅父，兩人容貌和審美觀相似(喜歡欣賞美少年)，但雷多蒙特相較比較正常，也沒有如舅父般運氣。
哈洛德·威斯特·傑布（Harold West Jeb，配音：日本：下山吉光；香港：蕭徽勇）
貿易商老闆。與凡多姆公司接觸過一次。喜歡炫耀錢財、品牌，這點令西雅爾相當反感。在印度到政客友人家作客時，因迷戀上米娜，因此將她帶回英國。為了得到皇室御用品牌的認證，利用條件(讓米娜假裝回到索瑪身邊)僱用阿格尼為公司主廚，並命令他摳打同行有實力的競爭對手(從印度歸國的富豪貴族商人)，令他們退出比賽。輸了比賽後，由於在倫敦東區(貧民窟地帶)鬧事，影響劉的地下生意，所以和米娜一起被劉派出的藍貓摳打一頓。
暴坊伯爵
超人氣節目「暴坊伯爵」的主角。為一位裝扮成平民的貴族，喜歡濟弱扶傾，制裁惡人。
亞瑟·蘭度爾（Arthur Randall，配音：日本：青山穰；香港：招世亮）

通稱。倫敦警察廳總監，弗瑞德的上司。
認為西雅爾是黑暗世界的人而鄙視他，也討厭上代伯爵文森。
有一些案件警方解決不了，被女皇命令交給西雅爾查辦。蘭度爾會感到十分不甘心。在西雅爾(弟弟)因冒用哥哥身份而被通輯時，十分積極落井下石，封鎖他在自創產業和上代伯爵友人們留下的逃亡路線，唯獨算漏在地下社會建立青幫鴉片據點已久的劉(因為他並非上代伯爵留下的線人)。
弗瑞德·阿巴萊（Fred Abberline，配音：菅沼久義；馮錦堂（香港））
男性。身分為刑警。為了保護每一個市民才做警察的，致力維護市區安全，希望可以帶給人民安全和幸福的生活，不過這種想法在西雅爾看來是很可笑的，被西雅爾說是愚蠢的笨蛋。幼年時失去雙親，居住在倫敦東區（貧民窟地帶）。對西雅爾的種種遭遇感到心疼，認為西雅爾身上背負著某種重擔。
動畫第一季第10話調查希望碎片事件時，找上葬儀社詢問情報，因為講話太過正經，引來葬儀社的狂笑，讓在場原以為會有尖叫聲的西雅爾和錫巴斯查恩驚訝不已。
在動畫第一季第20話表明願意當西雅爾的盟友，最後為了保護西雅爾，替西雅爾擋了劉的一刀而死。當時已有位懷了身孕的未婚妻「瑪麗亞（聲：日本：藤村步；香港：黃玉娟）」在動畫第22話出現。。（注意該角色的死亡僅限於動畫版第一及第二季。）
在動畫第二季中，由他雙胞胎的哥哥代替已死的他登場。聲優（配音員）不變。
在《Ciel in wonderland》（西雅爾夢遊仙境）飾演恰好路過的蜥蜴警察，被錫巴斯查恩說是悶騷的蜥蜴。
妮娜·霍普金斯（NINA HOPCINS）
時裝設計師及裁縫師，初登場在漫畫37話。有非常獨特的時尚感，只對女孩子及15歲以下的少年有興趣，對15歲以上的男性態度基本上非常惡劣，但凡多姆海伍伯爵家成員是唯一的例外。歷代伯爵家成員、伊麗莎白及西雅爾的衣服（包含西雅爾所穿的女裝）都是由妮娜設計及裁縫，如對自己所創作的設計及現成品感到不滿意會把設計破壞重設的，更是要求裸體量度三圍，務求完美。
愛稱錫巴斯查恩·米加艾里斯為石頭腦袋或死腦筋先生。瑪格及奧古斯特為其裁縫店內的助手（漫畫107話）
迪德里希（Diederich，配音：浜田賢二；蘇強文（香港））
德國人，男爵。曾牽涉溫莎事件。曾是威斯頓學院－「翡翠獅館」的監督生，和文生同年，米多福特侯爵的學長。在一場板球比賽(第一次「青之奇蹟」)中輸給「紺碧梟館」後，成為文生·法多姆凱貝的學弟，而且是終身制。被文生和克魯斯戲稱為「德國忠犬」和「德國美人」。廚藝很優秀，曾幫文生和謝爾(哥哥)做飯給生病的瑞秋和弟弟(即主角)。被文生拜託，若自己意外早逝，請替他照顧兒子們。在文生死後，有持續提供德國情報給謝爾(弟弟)，幫助他應對任務和危機。
於綠之魔女篇現身，拯救謝爾(弟弟)避開沃爾夫的攻擊，並告知狼谷實為德國軍方的秘密研發新型武器軍工廠的情報，帶謝爾(弟弟)眾人乘火車逃生。身形比謝爾兄弟小時候見面時肥胖了不少。曾在德國與葬儀社會面，告知謝爾(弟弟)有關葬儀社曾到訪法國(期間途徑德國)的情報，以及其提及「伯爵還活着」的奇怪話語(後證實「伯爵」是指主角的哥哥，真正的謝爾)。
（Chlaus，配音：羽野だい豆、梁田清之（廣播劇）（日本）；潘文柏（香港））
1话初登场。
英国人，伯爵。謝爾父亲文森特的友人。经常出国工作、旅行，常年不在英国。经常帮夏尔从世界各地带夏尔喜欢的东西、协助夏尔搜集资料信息，很熱心於慈善，有捐款資助孤兒院。
向謝爾(弟弟)提供情報。身處芬蘭時，被謝爾拜託會見在德國的迪德里希查詢德國的怪異死亡事件。在謝爾(弟弟)因冒用哥哥身份而被警察追捕時，因身為上代伯爵的友人而率先遭到蘭度爾監視，禁止他和謝爾(弟弟)接觸。

## 第一季動畫原創人物
安琪拉·布朗（Angela Blanc，配音：日本：矢島晶子；香港：劉惠雲）
動畫原創角色。真實身分為虐殺天使。與亞修為同一個人。原名Angela Blanc，意思為白色的天使。個性狡黠極端，厭惡骯髒，想要消滅一切自認為「不潔」的東西。
動畫第一季第7話以女僕身分登場。表面為貴族亨利·巴里亞宅邸裡逆來順受的女僕，實際上祂才是亨利卿的主人。私底下飼養魔犬「普魯托」，在魔犬事件結束後，將普魯托託付給法多姆凱貝家飼養。之後隱秘的策劃了一系列事件（如在咖喱大賽中把“禁忌的香辛料”給予法國廚師，造成觀眾食用賽品後集體走火入魔；將名為“布朗小姐”的毒品大量帶入市場等）。動畫第一季第17話以虐殺天使的本體登場，在動畫第一季第18話的時候疑似在錫巴斯查恩和死神的圍攻下自毀。但在第19話又再度以女貴族身分在監獄出現。在動畫原創中是殺害西雅爾雙親和燒毀宅邸的始作俑者。
在《Ciel in wonderland》（西雅爾夢遊仙境）飾演鳥妻子，與亞修是夫妻。
普魯托（Pluto，配音：日本：山口孝史，香港：陳卓智）
動畫原創角色。安琪拉在漢茲沃斯村擔任亨利‧巴里摩亞的女僕時，所秘密飼養的魔犬。身型巨大，口噴火焰。興奮時，會化身成銀髮青年的姿態。
動畫第一季第8話魔犬事件結束後，安琪拉請求西雅爾帶回宅邸飼養。到法多姆凱貝家後，擔任看門犬，與美鈴、費尼安、巴爾德一同保護宅邸。動畫第一季第23話倫敦起火的肇事者，其實是受虐殺天使的控制而失去理性。最後被美鈴、費尼安、巴爾德合力剷除（西雅爾的命令）而死。
在《Ciel in wonderland》（西雅爾夢遊仙境）飾演鯨魚狗。
多羅塞爾·凱因斯（Drocell Caines，配音：日本：勝杏里；香港：李致林）
動畫原創角色。原先是曼德雷家的管家，5年前他的靈魂被死神葛里爾回收。5年後由於不明原因而重生，只不過5年後他就成了一個用稻草做的木偶。有著紫色的瞳孔與小丑一般的誇張花飾，面容精緻。
經營木偶玩具店，木偶店中的地板上有跟西雅爾被綁架時被烙在小腹的烙印一樣的花紋。有位不曾露面的主人，隨身攜帶一個播放《London Bridge Is Falling Down》的手搖音樂盒。頭可以旋轉180。後來被賽巴斯殺死。而他的主人於12集末尾初露端倪，確定為安琪拉。
（Ash Landers，配音：日本：日野聰；香港：蘇強文）
動畫原創角色。白執事。替代漫畫版中的約翰·布朗，兩者長相完全不同。亞修身穿銀白色的衣服並有著一頭銀白色頭髮。除了身兼女王的代言人以及護衛之外，還擔任將女王的書信交給法多姆凱貝家的信使角色。真實身分為虐殺天使。和安琪拉為同一個人。可以任意變換性別。
在動畫第一季被錫巴斯查恩以「惡魔的原型」，在十秒鐘之內給抹殺掉。屍體被一把劍插在未完工的「神聖之橋」中央。
在《Ciel in wonderland》（西雅爾夢遊仙境）飾演鳥丈夫，與安琪拉是夫妻。
愛德華五世（Edward V，配音：日本：齋賀光希；香港：伍博民）
動畫原創角色，於第一季第16話登場。為400年前的英格蘭國王。在登基大典前夕與王弟理查一起被其叔理查三世從居城中誘拐至倫敦塔，之後遭到暗殺而失蹤。此後400年今一直在城裡徘徊不去，直到西雅爾取得城堡的所有權進入城堡為止。
在與西雅爾的西洋棋比賽中以能力取得勝利，將錫巴斯查恩納為自己的執事。特殊能力是能將手中的東西變成心中所想的。在西雅爾與錫巴斯查恩的努力下回想出了被殺的經過，終於能夠順利上天堂。
理查（Richard，配音：日本：笹本優子；香港：黃鳳英）
動畫原創角色。愛德華五世的弟弟，與王兄同時遭誘拐被殺害，400年來一起在城中徘徊。手中一直抱著自己的頭骨，片刻不放。（後來證明其實並非自己的頭骨）。第一眼就喜歡上錫巴斯查恩，所以慫恿王兄將他收為自己的執事。
瑪蒂達·西蒙絲（配音：日本：高梁碧；香港：鄭麗麗）
動畫原創角色。在動畫第一季第17、18話中登場。在已經荒廢的古老修道院中，為異端宗教團體工作的美貌修女。在動畫中曾疑似被錫巴斯查恩誘惑而發生關係，是為了弄上屬於惡魔的印記和間接套出修道院裡的情報。然而在錫巴斯查恩等人被天使用結界關在死神圖書館時，葬儀社使用她的“走馬燈劇場”，讓錫巴斯查恩、格雷爾和威廉離開了圖書館，回到教堂討伐安琪拉，最後在修道院崩壞前逃離。
路意達婆婆（Luida，配音：日本：定岡小百合；香港：蔡惠萍）
弗瑞德·阿巴萊的鄰居，在動畫第一季第19話登場。對弗瑞德·阿巴萊及其未婚妻都很好。
哈卜（Havoc，配音：日本：齋藤龍吾；香港：陳永信）
船伕，在動畫第一季第19話登場，向阿占訴說卡蒂薩克號的故事。
阿占（Jim，配音：日本：下田麻美；香港：林丹鳳）
街童，在動畫第一季第19話登場，目睹藍貓在半空中飛一般躍過，成為「Lady Blanc」毒品案中，約翰·史丹利被殺的關鍵線索。

## 第二季動畫原創人物
克勞德·浮士德（Claude Faustus，配音：日本：櫻井孝宏；香港：雷霆）
動畫原創角色。亞洛斯的執事，各方面的能力都可跟錫巴斯查恩匹比但略遜一籌。真正身份是惡魔，原形是蜘蛛。左手的手背有着一個魔法陣（契約證明）。「Yes,Your Highness」、「以晝為夜、以白為紅、以謊言為真實」、「將白天轉成黑夜、將砂糖化成鹽、將生者化為骸骨，然後，將深藍染成金色，這才是特蘭西家的執事」均是他的口頭禪。於錫巴斯查恩呑食西雅爾靈魂時奪走靈魂，但由於奪走的靈魂尚未完整，所以需要奪走肉體，奪走原因是要完成亞洛斯的命令：得到西雅爾。
於動畫第2季的第六集與錫巴斯查恩進行交易，並以「給我那個充滿仇恨的西雅爾·法多姆凱貝」起誓。因貪於吞食上品靈魂，所以才會與亞洛斯訂立契約，因為亞洛斯也是稀少能逹成其願望的靈魂之一。後來亞洛斯對克勞德下跪並表示愛上了克勞德，克勞德感到非常失望，親手將亞洛斯殺害，並將亞洛斯的靈魂（戒指）放在身旁，表示未來仍有利用價值。及後強行竄改謝爾的記憶，並與使他和亞洛斯的記憶重疊，認為自己是亞洛斯，從而搶走謝爾的靈魂。
第二季第12話（完結）時被錫巴斯查恩親手以惡魔之劍（造成的傷害不能復原）殺死了，最後也沒得到謝爾·法多姆凱貝，並要求錫巴斯查恩拿出在他口袋備用的眼鏡，最後遺言：「將熱情化為背叛，將虛假化為真實，將野犬化成伯爵，這就是……的執事」，以此承認自己至死都是亞洛斯的執事。說完了就身亡，漢娜也隨之相伴。
亞洛斯·特蘭西（Alois Trancy，配音：日本：水樹奈奈；香港：曹啟謙、陳凱婷（幼年））
動畫原創角色。特蘭西家族的新當家，爵位為伯爵。代稱：蜘蛛。擁有黑暗的過去，出世不久後就失蹤。真實姓名是「吉姆·麥肯（Jim Macken）」。
據他在第二季第1話裡的說法，幼時曾被擄到某村落裡，過著奴隸生活，後來全村的人忽然都死去，一位黑色穿著的執事克勞德與他一同被父親接回家，但不久後父親又去世了。及後再於第八集描述他的身世。事實上原名吉姆·麥肯的他自父母雙亡後與弟弟路卡（Luka）相依為命，兩人以行搶及盜竊過著悲苦的生活，而且還被村子裏的人欺負，所以曾許下了「全部的人都死去」的願望。在弟弟路卡（Luka）靈魂被惡魔吞噬而死去後，被前特蘭西伯爵連同其他男孩帶回住所，引誘前特蘭西伯爵與他發生性行為而令他成為前特蘭西伯爵的兒子。
舌頭上有與克勞德訂立惡魔契約的紋章。在一片漆黑時他會顯得非常害怕，要克勞德陪伴；有時也會顯出對克勞德的畏懼、擅長在不同人的面前，飾演不同的人格。因不習慣於他人純粹的愛情、對於漢娜不求回報的付出感到害怕、無法理解，使得亞洛斯對待漢娜十分殘酷。
家中地牢藏有西雅爾的藍寶石戒指，後被錫巴斯查恩奪回。以為自己的弟弟路卡（Luka）被錫巴斯查恩間接殺害，渴望得到西雅爾作報仇。事實是路卡（Luka）為了實現亞洛斯的願望，從而和漢娜（第二季第11集中提及）訂定契約，完成亞洛斯的願望（全村的人死光光）後靈魂被吞噬。
後來因亞洛斯愛上克勞德及向他下跪，克勞德感到失望，親手將亞洛斯殺死，並將亞洛斯的靈魂（戒指）放在身旁於動畫第八集，表示未來仍有利用價值。艾羅斯的屍首被棄置後，漢娜前往呑食眼睛。後來亞洛斯以西雅爾的身體和漢娜訂定契約，內容是令西雅爾以惡魔的身份轉生蘇醒，令克勞德和錫巴斯查恩都不能得到西雅爾。在靈魂被漢娜吞噬前，向被自己利用的西雅爾道歉，並理解原來真正愛自己的漢娜和弟弟路卡一直都在自己身邊。靈魂在漢娜體內和路卡團聚，無憾離世。
漢娜·安娜費羅斯（Hannah Anafeloz，配音：日本：平野綾；香港：羅杏芝）
動畫原創角色。特蘭西家的女僕，深色膚色。真正身份不是人類，而是惡魔，原形是風鈴草。被稱為「抑制惡魔之劍的劍鞘」，身體中收藏了「Lævateinn」（置身永恆黑暗中的古代魔劍）。因為不小心直視了亞洛斯的臉，而被他刺盲了左眼。懂得彈奏「玻璃琴（Armonica）」（十八世紀中被稱為是天使的歌聲而非常流行的樂器，後被指能擾亂受樂聲打動者的心靈而使人懼怕，因而封為惡魔樂器）。
曾與路卡訂下契約，因為發現路卡與過往的靈魂完全不同，只是單純地為了實現哥哥（亞洛斯）的願望才與她訂下契約，令她為之動容，並產生憐愛之情，當路卡死前還感謝她時，令她產生了對這個靈魂的異常執著，以致她於呑噬路卡的靈魂後，仍執行路卡的願望，更對留有路卡殘影的亞洛斯產生特殊感情。在亞洛斯被克勞德殺死後，把亞洛斯的眼睛放到口中，並為西雅爾制造心靈縫隙，藉此喚醒亞洛斯的靈魂，並和亞洛斯訂下新契約，令西雅爾以惡魔的身份轉生蘇醒，讓克勞德和錫巴斯查恩都不能得到西雅爾的靈魂，藉此吞噬亞洛斯的靈魂，讓他和路卡的靈魂得以在自己體內團聚。
最後依照亞洛斯的心願，與克勞德一起死在死之島的底下。
湯普森／添柏／坎特伯里（Thompson／Timber／Cantebury，配音：鈴村健一（OVA）；香港：張方正）
動畫原創角色。特蘭西家的園丁。擁有紫色短髮，少說話。身手敏捷，經常三位一起行動，動作非常合拍。
真正身份為惡魔，並且是服侍漢娜的僕人。在第二季第10集中被錫巴斯查恩和葛里爾聯手殺死，被錫巴斯查恩使用蛛絲吊掛在樹上拉了一下（蛛絲連水泥都可切斷），身體被肢解（錫巴斯查恩還被葛里爾說腹黑）。在OVA第六集中展現出言語毒舌及口無遮攔的個性，對克勞德以及亞洛斯•特蘭西伯爵只是表面上順從，對漢娜有特別的好感。（似乎是喜歡她的巨乳，漢娜的胸部評語為火箭巨乳）
艾諾·特蘭西（Arnold Trancy，配音：星野充昭；香港：譚炳文）
動畫原創角色。亞洛斯的叔叔、前特蘭西伯爵的弟弟。懷疑亞洛斯的身世，並對亞洛斯的家財起貪婪之心。
前特蘭西伯爵（配音：福松進紗；香港：黃子敬）
動畫原創角色。亞洛斯的養父。男同性戀、少年愛，曾與亞洛斯·特蘭西發生性行為。不明原因死去。
愛德華·阿伯萊恩（Edward Abberline，配音：菅沼久義；馮錦堂（香港））
佛雷特·阿伯萊恩的雙胞胎兄長。在押送殺人犯途中遇上西雅爾。
路卡·麥肯（Luka Macken，配音：井上麻里奈；香港：陳琴雲）
動畫原創角色。單純、可愛的小孩。自父母雙亡後與哥哥相依為命，兩人以行搶及盜竊過著悲苦的生活。路卡的哥哥就是亞洛斯（原名吉姆·麥肯），由於兩人被村子裏的人欺負，因此亞洛斯才會曾許下了「全部的人都死去」的願望。
和漢娜·安娜費羅斯訂下契約，單純地只是為了實現哥哥的願望，願望為「實現哥哥想讓全村人都死去的願望，使哥哥開心」，路卡死前還感謝漢娜實現他的願望，因此感動到漢娜，並追隨他的心願到亞洛斯身邊服侍。

## 音樂劇原創人物
艾瑞克·斯林維（Eric Slingby）
音樂劇「黑執事」-The Most Beautiful DEATH in The World-千個靈魂與墮落的死神之原創角色，死神派遣協會所屬死神，手持鋸子外型的死神鐮刀，是眾多死神的前輩，有著很高的威望，倫敦女性連環殺人案的真兇。曾經負責指導過新人時期的阿倫，認為阿倫是自己在永恆黑暗的生命中，好不容易尋找到的微弱的光芒，其名字Eric與石楠花（Erica）發音相近，被阿倫告知石楠花的花語為“孤獨”。
音樂劇中大量屠殺無辜的人類，瘋狂收集靈魂，其目的是希望可以用一千個靈魂化解阿倫的死亡荊棘，明知道用千個靈魂可以化解死亡荊棘的事情只是傳說，但是還是無法放棄唯一的可能性。被賽巴斯欽識破身份後逃脫，與多爾伊特子爵一起策劃了水晶宮的大屠殺歌劇。
和阿倫約定後卻還是無法停止收集靈魂，與賽巴斯欽戰鬥時想取走謝爾的靈魂，卻誤殺了保護謝爾的阿倫，崩潰後讓賽巴斯欽殺死自己，最後被賽巴斯欽用阿倫的死神鐮刀殺死，死後靈魂與阿倫的靈魂一起消失。
曾在動畫第二季OVA死神威廉故事、動畫第三季第3話及原作105話中登場。
阿倫·漢弗瑞茲（Alan Humphries）
音樂劇「黑執事」-The Most Beautiful DEATH in The World-千個靈魂與墮落的死神之原創角色，死神派遣協會所屬死神，手持長柄柴刀外型的死神鐮刀，666-4242靈魂未回收事件新負責人，在新人時期曾被艾瑞克負責指導，一直仰慕艾瑞克，希望可以成為想艾瑞克一樣的死神。工作時中了將死之人的詛咒—死亡荊棘，荊棘會越陷越深直至刺穿心臟結束死神的生命。
音樂劇中與艾瑞克一起負責靈魂未回收事件，知道艾瑞克為凶手時，無法接受。為了和艾瑞克談話，忍受屈辱喬裝成女性與謝爾等人潛入水晶宮。在知道艾瑞克是為了解開自己的死亡荊棘才瘋狂收集靈魂後，為了不再讓艾瑞克犯下罪孽，與艾瑞克一起叛離死神派遣協會，並與艾瑞克約定直到自己生命之光消失的那一刻，都會與艾瑞克並肩前行，希望艾瑞克可以停止收集靈魂。為了保護謝爾被艾瑞克失手錯殺，死前向艾瑞克露出微笑，死後與艾瑞克的靈魂一起消失。
曾在動畫第二季OVA死神威廉故事、動畫第三季第3話及原作105話中登場。
夏普・漢克斯（Sharp Hanks）
從音樂劇「黑執事」-The Most Beautiful DEATH in The World-千個靈魂與墮落的死神初演開始出場的原創角色，之後的舞台也有出場。身分為刑警，阿巴萊的部下。協助阿巴萊查案。